# Llista d'asteroides (221001-222000)
Llista d'asteroides del 221.001 al 222.000, amb data de descoberta i descobridor. És un fragment de la llista d'asteroides completa. Als asteroides se'ls dona un número quan es confirma la seva òrbita, per tant apareixen llistats aproximadament segons la data de descobriment.

## 221001–221100
| Nom                | Designació provisional | Data de descobriment   | Lloc de descobriment | Descobridor/s       |
| ------------------ | ---------------------- | ---------------------- | -------------------- | ------------------- |
| 221001 -           | 2005 NE83              | 12 de juliol de 2005   | Bergisch Gladbach    | W. Bickel           |
| 221002 -           | 2005 NV90              | 5 de juliol de 2005    | Mount Lemmon         | Mount Lemmon Survey |
| 221003 -           | 2005 NH93              | 5 de juliol de 2005    | Palomar              | NEAT                |
| 221004 -           | 2005 NP95              | 7 de juliol de 2005    | Kitt Peak            | Spacewatch          |
| 221005 -           | 2005 NH122             | 5 de juliol de 2005    | Mount Lemmon         | Mount Lemmon Survey |
| 221006 -           | 2005 OH2               | 27 de juliol de 2005   | Reedy Creek          | J. Broughton        |
| 221007 -           | 2005 OD4               | 27 de juliol de 2005   | Palomar              | NEAT                |
| 221008 -           | 2005 OX5               | 28 de juliol de 2005   | Palomar              | NEAT                |
| 221009 -           | 2005 OM9               | 27 de juliol de 2005   | Palomar              | NEAT                |
| 221010 -           | 2005 OW11              | 29 de juliol de 2005   | Palomar              | NEAT                |
| 221011 -           | 2005 OJ13              | 29 de juliol de 2005   | Palomar              | NEAT                |
| 221012 -           | 2005 OH18              | 30 de juliol de 2005   | Palomar              | NEAT                |
| 221013 -           | 2005 OA27              | 30 de juliol de 2005   | Palomar              | NEAT                |
| 221014 -           | 2005 OB29              | 30 de juliol de 2005   | Palomar              | NEAT                |
| 221015 -           | 2005 PJ1               | 1 d'agost de 2005      | Siding Spring        | SSS                 |
| 221016 -           | 2005 PW1               | 1 d'agost de 2005      | Siding Spring        | SSS                 |
| 221017 -           | 2005 PB14              | 4 d'agost de 2005      | Palomar              | NEAT                |
| 221018 -           | 2005 PV14              | 4 d'agost de 2005      | Palomar              | NEAT                |
| 221019 Raine       | 2005 PH17              | 13 d'agost de 2005     | Wrightwood           | J. W. Young         |
| 221020 -           | 2005 PS20              | 15 d'agost de 2005     | Siding Srping        | SSS                 |
| 221021 -           | 2005 QY3               | 24 d'agost de 2005     | Palomar              | NEAT                |
| 221022 -           | 2005 QE5               | 22 d'agost de 2005     | Palomar              | NEAT                |
| 221023 -           | 2005 QK19              | 25 d'agost de 2005     | Campo Imperatore     | CINEOS              |
| 221024 -           | 2005 QP19              | 25 d'agost de 2005     | Campo imperatore     | CINEOS              |
| 221025 -           | 2005 QA21              | 26 d'agost de 2005     | Anderson Mesa        | LONEOS              |
| 221026 Jeancoester | 2005 QL30              | 28 d'agost de 2005     | Saint-Sulpice        | B. Christophe       |
| 221027 -           | 2005 QU31              | 24 d'agost de 2005     | Palomar              | NEAT                |
| 221028 -           | 2005 QS32              | 25 d'agost de 2005     | Palomar              | NEAT                |
| 221029 -           | 2005 QM33              | 25 d'agost de 2005     | Palomar              | NEAT                |
| 221030 -           | 2005 QO42              | 26 d'agost de 2005     | Anderson Mesa        | LONEOS              |
| 221031 -           | 2005 QV42              | 26 d'agost de 2005     | Anderson Mesa        | LONEOS              |
| 221032 -           | 2005 QT43              | 26 d'agost de 2005     | Palomar              | NEAT                |
| 221033 -           | 2005 QU52              | 26 d'agost de 2005     | Siding Spring        | SSS                 |
| 221034 -           | 2005 QX65              | 27 d'agost de 2005     | Anderson Mesa        | LONEOS              |
| 221035 -           | 2005 QZ65              | 27 d'agost de 2005     | Anderson Mesa        | LONEOS              |
| 221036 -           | 2005 QK66              | 27 d'agost de 2005     | Anderson Mesa        | LONEOS              |
| 221037 -           | 2005 QL66              | 27 d'agost de 2005     | Haleakala            | NEAT                |
| 221038 -           | 2005 QZ67              | 28 d'agost de 2005     | Siding Spring        | SSS                 |
| 221039 -           | 2005 QP68              | 26 d'agost de 2005     | Siding Spring        | SSS                 |
| 221040 -           | 2005 QE71              | 29 d'agost de 2005     | Socorro              | LINEAR              |
| 221041 -           | 2005 QF74              | 26 d'agost de 2005     | Anderson Mesa        | LONEOS              |
| 221042 -           | 2005 QF77              | 24 d'agost de 2005     | Palomar              | NEAT                |
| 221043 -           | 2005 QC82              | 29 d'agost de 2005     | Anderson Mesa        | LONEOS              |
| 221044 -           | 2005 QT88              | 29 d'agost de 2005     | Saint-Véran          | Saint-Véran         |
| 221045 -           | 2005 QT94              | 27 d'agost de 2005     | Palomar              | LONEOS              |
| 221046 -           | 2005 QV94              | 27 d'agost de 2005     | Palomar              | LONEOS              |
| 221047 -           | 2005 QZ97              | 27 d'agost de 2005     | Palomar              | LONEOS              |
| 221048 -           | 2005 QL100             | 27 d'agost de 2005     | Palomar              | LONEOS              |
| 221049 -           | 2005 QA110             | 27 d'agost de 2005     | Palomar              | LONEOS              |
| 221050 -           | 2005 QT111             | 27 d'agost de 2005     | Palomar              | LONEOS              |
| 221051 -           | 2005 QK113             | 27 d'agost de 2005     | Palomar              | LONEOS              |
| 221052 -           | 2005 QK115             | 27 d'agost de 2005     | Palomar              | LONEOS              |
| 221053 -           | 2005 QJ118             | 28 d'agost de 2005     | Kitt Peak            | Spacewatch          |
| 221054 -           | 2005 QC127             | 28 d'agost de 2005     | Kitt Peak            | Spacewatch          |
| 221055 -           | 2005 QM130             | 28 d'agost de 2005     | Kitt Peak            | Spacewatch          |
| 221056 -           | 2005 QG133             | 28 d'agost de 2005     | Kitt Peak            | Spacewatch          |
| 221057 -           | 2005 QV135             | 28 d'agost de 2005     | Kitt Peak            | Spacewatch          |
| 221058 -           | 2005 QU142             | 31 d'agost de 2005     | Anderson Mesa        | LONEOS              |
| 221059 -           | 2005 QD143             | 31 d'agost de 2005     | Anderson Mesa        | LONEOS              |
| 221060 -           | 2005 QJ152             | 31 d'agost de 2005     | Kitt Peak            | Spacewatch          |
| 221061 -           | 2005 QW154             | 28 d'agost de 2005     | Siding Spring        | SSS                 |
| 221062 -           | 2005 QX160             | 28 d'agost de 2005     | Kitt Peak            | Spacewatch          |
| 221063 -           | 2005 QY161             | 28 d'agost de 2005     | Siding Spring        | SSS                 |
| 221064 -           | 2005 QL179             | 25 d'agost de 2005     | Palomar              | NEAT                |
| 221065 -           | 2005 QP187             | 31 d'agost de 2005     | Palomar              | NEAT                |
| 221066 -           | 2005 RK17              | 1 de setembre de 2005  | Kitt Peak            | Spacewatch          |
| 221067 -           | 2005 RJ20              | 1 de setembre de 2005  | Palomar              | NEAT                |
| 221068 -           | 2005 RK24              | 11 de setembre de 2005 | Anderson Mesa        | LONEOS              |
| 221069 -           | 2005 RF30              | 9 de setembre de 2005  | Socorro              | LINEAR              |
| 221070 -           | 2005 RE32              | 13 de setembre de 2005 | Catalina             | CSS                 |
| 221071 -           | 2005 RR33              | 12 de setembre de 2005 | Kitt Peak            | Spacewatch          |
| 221072 -           | 2005 SN                | 22 de setembre de 2005 | Uccle                | T. Pauwels          |
| 221073 Ovruch      | 2005 SE1               | 23 de setembre de 2005 | Andrushivka          | Andrushivka         |
| 221074 -           | 2005 SQ6               | 23 de setembre de 2005 | Kitt Peak            | Spacewatch          |
| 221075 -           | 2005 SA13              | 24 de setembre de 2005 | Kitt Peak            | Spacewatch          |
| 221076 -           | 2005 SM14              | 25 de setembre de 2005 | Catalina             | CSS                 |
| 221077 -           | 2005 SP20              | 24 de setembre de 2005 | Kitt Peak            | Spacewatch          |
| 221078 -           | 2005 SS24              | 24 de setembre de 2005 | Anderson Mesa        | LONEOS              |
| 221079 -           | 2005 SX32              | 23 de setembre de 2005 | Kitt Peak            | Spacewatch          |
| 221080 -           | 2005 SR39              | 24 de setembre de 2005 | Kitt Peak            | Spacewatch          |
| 221081 -           | 2005 SU45              | 24 de setembre de 2005 | Kitt Peak            | Spacewatch          |
| 221082 -           | 2005 SC49              | 24 de setembre de 2005 | Kitt Peak            | Spacewatch          |
| 221083 -           | 2005 SH49              | 24 de setembre de 2005 | Kitt Peak            | Spacewatch          |
| 221084 -           | 2005 SX49              | 24 de setembre de 2005 | Kitt Peak            | Spacewatch          |
| 221085 -           | 2005 SK50              | 24 de setembre de 2005 | Kitt Peak            | Spacewatch          |
| 221086 -           | 2005 SG54              | 25 de setembre de 2005 | Kitt Peak            | Spacewatch          |
| 221087 -           | 2005 SU60              | 26 de setembre de 2005 | Kitt Peak            | Spacewatch          |
| 221088 -           | 2005 SW65              | 26 de setembre de 2005 | Catalina             | CSS                 |
| 221089 -           | 2005 SE68              | 27 de setembre de 2005 | Kitt Peak            | Spacewatch          |
| 221090 -           | 2005 SZ79              | 24 de setembre de 2005 | Kitt Peak            | Spacewatch          |
| 221091 -           | 2005 SF85              | 24 de setembre de 2005 | Kitt Peak            | Spacewatch          |
| 221092 -           | 2005 SO90              | 24 de setembre de 2005 | Kitt Peak            | Spacewatch          |
| 221093 -           | 2005 SM91              | 24 de setembre de 2005 | Kitt Peak            | Spacewatch          |
| 221094 -           | 2005 SN94              | 24 de setembre de 2005 | Palomar              | NEAT                |
| 221095 -           | 2005 SK96              | 25 de setembre de 2005 | Kitt Peak            | Spacewatch          |
| 221096 -           | 2005 SD97              | 25 de setembre de 2005 | Kitt Peak            | Spacewatch          |
| 221097 -           | 2005 SL101             | 25 de setembre de 2005 | Kitt Peak            | Spacewatch          |
| 221098 -           | 2005 SN103             | 25 de setembre de 2005 | Catalina             | CSS                 |
| 221099 -           | 2005 SP104             | 25 de setembre de 2005 | Kitt Peak            | Spacewatch          |
| 221100 -           | 2005 SK105             | 25 de setembre de 2005 | Kitt Peak            | Spacewatch          |

## 221101–221200
| Nom               | Designació provisional | Data de descobriment   | Lloc de descobriment | Descobridor/s       |
| ----------------- | ---------------------- | ---------------------- | -------------------- | ------------------- |
| 221101 -          | 2005 SX107             | 26 de setembre de 2005 | Kitt Peak            | Spacewatch          |
| 221102 -          | 2005 SE109             | 26 de setembre de 2005 | Kitt Peak            | Spacewatch          |
| 221103 -          | 2005 SN111             | 26 de setembre de 2005 | Kitt Peak            | Spacewatch          |
| 221104 -          | 2005 SC125             | 26 de setembre de 2005 | Palomar              | NEAT                |
| 221105 -          | 2005 SK143             | 25 de setembre de 2005 | Kitt Peak            | Spacewatch          |
| 221106 -          | 2005 SE145             | 25 de setembre de 2005 | Kitt Peak            | Spacewatch          |
| 221107 -          | 2005 SB151             | 25 de setembre de 2005 | Kitt Peak            | Spacewatch          |
| 221108 -          | 2005 SO152             | 26 de setembre de 2005 | Palomar              | NEAT                |
| 221109 -          | 2005 SN161             | 27 de setembre de 2005 | Kitt Peak            | Spacewatch          |
| 221110 -          | 2005 SV161             | 27 de setembre de 2005 | Socorro              | LINEAR              |
| 221111 -          | 2005 SA165             | 28 de setembre de 2005 | Palomar              | NEAT                |
| 221112 -          | 2005 SQ169             | 29 de setembre de 2005 | Kitt Peak            | Spacewatch          |
| 221113 -          | 2005 SW172             | 29 de setembre de 2005 | Kitt Peak            | Spacewatch          |
| 221114 -          | 2005 SQ189             | 29 de setembre de 2005 | Mount Lemmon         | Mount Lemmon Survey |
| 221115 -          | 2005 SF194             | 29 de setembre de 2005 | Kitt Peak            | Spacewatch          |
| 221116 -          | 2005 SW196             | 30 de setembre de 2005 | Mount Lemmon         | Mount Lemmon Survey |
| 221117 -          | 2005 SE217             | 30 de setembre de 2005 | Mount Lemmon         | Mount Lemmon Survey |
| 221118 -          | 2005 SL218             | 30 de setembre de 2005 | Palomar              | NEAT                |
| 221119 -          | 2005 SY218             | 30 de setembre de 2005 | Siding Spring        | SSS                 |
| 221120 -          | 2005 SD219             | 30 de setembre de 2005 | Mount Lemmon         | Mount Lemmon Survey |
| 221121 -          | 2005 SV221             | 27 de setembre de 2005 | Socorro              | LINEAR              |
| 221122 -          | 2005 SA222             | 27 de setembre de 2005 | Palomar              | NEAT                |
| 221123 -          | 2005 SM222             | 29 de setembre de 2005 | Siding Spring        | SSS                 |
| 221124 -          | 2005 SZ224             | 29 de setembre de 2005 | Mount Lemmon         | Mount Lemmon Survey |
| 221125 -          | 2005 SM231             | 30 de setembre de 2005 | Mount Lemmon         | Mount Lemmon Survey |
| 221126 -          | 2005 SW233             | 30 de setembre de 2005 | Mount Lemmon         | Mount Lemmon Survey |
| 221127 -          | 2005 SB236             | 29 de setembre de 2005 | Kitt Peak            | Spacewatch          |
| 221128 -          | 2005 SK253             | 23 de setembre de 2005 | Palomar              | NEAT                |
| 221129 -          | 2005 SQ259             | 25 de setembre de 2005 | Catalina             | CSS                 |
| 221130 -          | 2005 SX263             | 23 de setembre de 2005 | Kitt Peak            | Spacewatch          |
| 221131 -          | 2005 SA270             | 29 de setembre de 2005 | Kitt Peak            | Spacewatch          |
| 221132 -          | 2005 SG275             | 30 de setembre de 2005 | Socorro              | LINEAR              |
| 221133 -          | 2005 SU278             | 30 de setembre de 2005 | Mount Lemmon         | Mount Lemmon Survey |
| 221134 -          | 2005 SB280             | 24 de setembre de 2005 | Kitt Peak            | Spacewatch          |
| 221135 -          | 2005 SX280             | 29 de setembre de 2005 | Catalina             | CSS                 |
| 221136 -          | 2005 SU281             | 23 de setembre de 2005 | Kitt Peak            | Spacewatch          |
| 221137 -          | 2005 SP283             | 21 de setembre de 2005 | Apache Point         | A. C. Becker        |
| 221138 -          | 2005 TX1               | 1 d'octubre de 2005    | Mount Lemmon         | Mount Lemmon Survey |
| 221139 -          | 2005 TH3               | 1 d'octubre de 2005    | Socorro              | LINEAR              |
| 221140 -          | 2005 TU5               | 1 d'octubre de 2005    | Catalina             | CSS                 |
| 221141 -          | 2005 TO11              | 1 d'octubre de 2005    | Mount Lemmon         | Mount Lemmon Survey |
| 221142 -          | 2005 TP12              | 1 d'octubre de 2005    | Kitt Peak            | Spacewatch          |
| 221143 -          | 2005 TP19              | 1 d'octubre de 2005    | Mount Lemmon         | Mount Lemmon Survey |
| 221144 -          | 2005 TU19              | 1 d'octubre de 2005    | Mount Lemmon         | Mount Lemmon Survey |
| 221145 -          | 2005 TN21              | 1 d'octubre de 2005    | Kitt Peak            | Spacewatch          |
| 221146 -          | 2005 TE26              | 1 d'octubre de 2005    | Mount Lemmon         | Mount Lemmon Survey |
| 221147 -          | 2005 TY35              | 1 d'octubre de 2005    | Kitt Peak            | Spacewatch          |
| 221148 -          | 2005 TH41              | 2 d'octubre de 2005    | Kitt Peak            | Spacewatch          |
| 221149 Cindyfoote | 2005 TG61              | 3 d'octubre de 2005    | Catalina             | CSS                 |
| 221150 Jerryfoote | 2005 TQ61              | 3 d'octubre de 2005    | Catalina             | CSS                 |
| 221151 -          | 2005 TF62              | 4 d'octubre de 2005    | Mount Lemmon         | Mount Lemmon Survey |
| 221152 -          | 2005 TR62              | 4 d'octubre de 2005    | Mount Lemmon         | Mount Lemmon Survey |
| 221153 -          | 2005 TU73              | 7 d'octubre de 2005    | Anderson Mesa        | LONEOS              |
| 221154 -          | 2005 TY75              | 4 d'octubre de 2005    | Palomar              | NEAT                |
| 221155 -          | 2005 TK79              | 8 d'octubre de 2005    | Catalina             | CSS                 |
| 221156 -          | 2005 TH81              | 3 d'octubre de 2005    | Kitt Peak            | Spacewatch          |
| 221157 -          | 2005 TZ91              | 6 d'octubre de 2005    | Kitt Peak            | Spacewatch          |
| 221158 -          | 2005 TD101             | 7 d'octubre de 2005    | Catalina             | CSS                 |
| 221159 -          | 2005 TD105             | 8 d'octubre de 2005    | Socorro              | LINEAR              |
| 221160 -          | 2005 TM106             | 10 d'octubre de 2005   | Kitt Peak            | Spacewatch          |
| 221161 -          | 2005 TP106             | 4 d'octubre de 2005    | Catalina             | CSS                 |
| 221162 -          | 2005 TZ107             | 7 d'octubre de 2005    | Bergisch Gladbach    | W. Bickel           |
| 221163 -          | 2005 TU113             | 7 d'octubre de 2005    | Kitt Peak            | Spacewatch          |
| 221164 -          | 2005 TY121             | 7 d'octubre de 2005    | Kitt Peak            | Spacewatch          |
| 221165 -          | 2005 TT124             | 7 d'octubre de 2005    | Kitt Peak            | Spacewatch          |
| 221166 -          | 2005 TE131             | 7 d'octubre de 2005    | Kitt Peak            | Spacewatch          |
| 221167 -          | 2005 TJ131             | 7 d'octubre de 2005    | Kitt Peak            | Spacewatch          |
| 221168 -          | 2005 TV131             | 7 d'octubre de 2005    | Kitt Peak            | Spacewatch          |
| 221169 -          | 2005 TS135             | 6 d'octubre de 2005    | Kitt Peak            | Spacewatch          |
| 221170 -          | 2005 TH138             | 7 d'octubre de 2005    | Catalina             | CSS                 |
| 221171 -          | 2005 TP160             | 9 d'octubre de 2005    | Kitt Peak            | Spacewatch          |
| 221172 -          | 2005 TE171             | 10 d'octubre de 2005   | Anderson Mesa        | LONEOS              |
| 221173 -          | 2005 TX171             | 10 d'octubre de 2005   | Catalina             | CSS                 |
| 221174 -          | 2005 TD181             | 1 d'octubre de 2005    | Kitt Peak            | Spacewatch          |
| 221175 -          | 2005 UR7               | 26 d'octubre de 2005   | Ottmarsheim          | C. Rinner           |
| 221176 -          | 2005 UN9               | 21 d'octubre de 2005   | Palomar              | NEAT                |
| 221177 -          | 2005 UH10              | 21 d'octubre de 2005   | Palomar              | NEAT                |
| 221178 -          | 2005 UE18              | 22 d'octubre de 2005   | Catalina             | CSS                 |
| 221179 -          | 2005 UQ18              | 22 d'octubre de 2005   | Kitt Peak            | Spacewatch          |
| 221180 -          | 2005 UR20              | 22 d'octubre de 2005   | Kitt Peak            | Spacewatch          |
| 221181 -          | 2005 UA23              | 23 d'octubre de 2005   | Kitt Peak            | Spacewatch          |
| 221182 -          | 2005 UG25              | 23 d'octubre de 2005   | Kitt Peak            | Spacewatch          |
| 221183 -          | 2005 UY28              | 23 d'octubre de 2005   | Catalina             | CSS                 |
| 221184 -          | 2005 UA29              | 23 d'octubre de 2005   | Catalina             | CSS                 |
| 221185 -          | 2005 UN29              | 23 d'octubre de 2005   | Catalina             | CSS                 |
| 221186 -          | 2005 UD30              | 23 d'octubre de 2005   | Catalina             | CSS                 |
| 221187 -          | 2005 UV31              | 24 d'octubre de 2005   | Kitt Peak            | Spacewatch          |
| 221188 -          | 2005 UJ37              | 24 d'octubre de 2005   | Kitt Peak            | Spacewatch          |
| 221189 -          | 2005 UN41              | 25 d'octubre de 2005   | Catalina             | CSS                 |
| 221190 -          | 2005 UP43              | 22 d'octubre de 2005   | Kitt Peak            | Spacewatch          |
| 221191 -          | 2005 UF48              | 22 d'octubre de 2005   | Palomar              | NEAT                |
| 221192 -          | 2005 UY48              | 23 d'octubre de 2005   | Catalina             | CSS                 |
| 221193 -          | 2005 UQ49              | 23 d'octubre de 2005   | Palomar              | NEAT                |
| 221194 -          | 2005 UF52              | 23 d'octubre de 2005   | Catalina             | CSS                 |
| 221195 -          | 2005 UJ53              | 23 d'octubre de 2005   | Catalina             | CSS                 |
| 221196 -          | 2005 UR54              | 23 d'octubre de 2005   | Catalina             | CSS                 |
| 221197 -          | 2005 UV54              | 23 d'octubre de 2005   | Catalina             | CSS                 |
| 221198 -          | 2005 UH55              | 23 d'octubre de 2005   | Catalina             | CSS                 |
| 221199 -          | 2005 UU55              | 23 d'octubre de 2005   | Catalina             | CSS                 |
| 221200 -          | 2005 UA56              | 23 d'octubre de 2005   | Catalina             | CSS                 |

## 221201–221300
| Nom              | Designació provisional | Data de descobriment | Lloc de descobriment | Descobridor/s       |
| ---------------- | ---------------------- | -------------------- | -------------------- | ------------------- |
| 221201 -         | 2005 UY56              | 24 d'octubre de 2005 | Anderson Mesa        | LONEOS              |
| 221202 -         | 2005 UR61              | 25 d'octubre de 2005 | Mount Lemmon         | Mount Lemmon Survey |
| 221203 -         | 2005 UT65              | 22 d'octubre de 2005 | Catalina             | CSS                 |
| 221204 -         | 2005 UH67              | 22 d'octubre de 2005 | Palomar              | NEAT                |
| 221205 -         | 2005 UE70              | 23 d'octubre de 2005 | Catalina             | CSS                 |
| 221206 -         | 2005 UO72              | 23 d'octubre de 2005 | Palomar              | NEAT                |
| 221207 -         | 2005 UD74              | 23 d'octubre de 2005 | Palomar              | NEAT                |
| 221208 -         | 2005 UX76              | 24 d'octubre de 2005 | Palomar              | NEAT                |
| 221209 -         | 2005 UZ76              | 24 d'octubre de 2005 | Palomar              | NEAT                |
| 221210 -         | 2005 UJ79              | 25 d'octubre de 2005 | Catalina             | CSS                 |
| 221211 -         | 2005 UC80              | 25 d'octubre de 2005 | Catalina             | CSS                 |
| 221212 -         | 2005 UE80              | 25 d'octubre de 2005 | Catalina             | CSS                 |
| 221213 -         | 2005 UH81              | 27 d'octubre de 2005 | Mount Lemmon         | Mount Lemmon Survey |
| 221214 -         | 2005 UQ85              | 22 d'octubre de 2005 | Kitt Peak            | Spacewatch          |
| 221215 -         | 2005 UA88              | 22 d'octubre de 2005 | Kitt Peak            | Spacewatch          |
| 221216 -         | 2005 UM91              | 22 d'octubre de 2005 | Kitt Peak            | Spacewatch          |
| 221217 -         | 2005 UJ96              | 22 d'octubre de 2005 | Kitt Peak            | Spacewatch          |
| 221218 -         | 2005 UK96              | 22 d'octubre de 2005 | Kitt Peak            | Spacewatch          |
| 221219 -         | 2005 UK101             | 22 d'octubre de 2005 | Kitt Peak            | Spacewatch          |
| 221220 -         | 2005 UF111             | 22 d'octubre de 2005 | Kitt Peak            | Spacewatch          |
| 221221 -         | 2005 UR114             | 22 d'octubre de 2005 | Palomar              | NEAT                |
| 221222 -         | 2005 UH125             | 24 d'octubre de 2005 | Kitt Peak            | Spacewatch          |
| 221223 -         | 2005 UK127             | 24 d'octubre de 2005 | Kitt Peak            | Spacewatch          |
| 221224 -         | 2005 UA128             | 24 d'octubre de 2005 | Kitt Peak            | Spacewatch          |
| 221225 -         | 2005 UN132             | 24 d'octubre de 2005 | Palomar              | NEAT                |
| 221226 -         | 2005 UQ138             | 24 d'octubre de 2005 | Kitt Peak            | Spacewatch          |
| 221227 -         | 2005 UA148             | 26 d'octubre de 2005 | Kitt Peak            | Spacewatch          |
| 221228 -         | 2005 UL156             | 24 d'octubre de 2005 | Kitt Peak            | Spacewatch          |
| 221229 -         | 2005 UA158             | 28 d'octubre de 2005 | Junk Bond            | D. Healy            |
| 221230 Sanaloria | 2005 US158             | 30 d'octubre de 2005 | Nogales              | J.-C. Merlin        |
| 221231 -         | 2005 UP160             | 22 d'octubre de 2005 | Catalina             | CSS                 |
| 221232 -         | 2005 UZ176             | 24 d'octubre de 2005 | Kitt Peak            | Spacewatch          |
| 221233 -         | 2005 UT177             | 24 d'octubre de 2005 | Kitt Peak            | Spacewatch          |
| 221234 -         | 2005 UG178             | 24 d'octubre de 2005 | Kitt Peak            | Spacewatch          |
| 221235 -         | 2005 UG182             | 24 d'octubre de 2005 | Kitt Peak            | Spacewatch          |
| 221236 -         | 2005 US190             | 27 d'octubre de 2005 | Mount Lemmon         | Mount Lemmon Survey |
| 221237 -         | 2005 UT190             | 27 d'octubre de 2005 | Mount Lemmon         | Mount Lemmon Survey |
| 221238 -         | 2005 UQ200             | 25 d'octubre de 2005 | Kitt Peak            | Spacewatch          |
| 221239 -         | 2005 UZ203             | 25 d'octubre de 2005 | Mount Lemmon         | Mount Lemmon Survey |
| 221240 -         | 2005 UT214             | 27 d'octubre de 2005 | Palomar              | NEAT                |
| 221241 -         | 2005 UK215             | 27 d'octubre de 2005 | Palomar              | NEAT                |
| 221242 -         | 2005 UQ216             | 25 d'octubre de 2005 | Mount Lemmon         | Mount Lemmon Survey |
| 221243 -         | 2005 UF221             | 25 d'octubre de 2005 | Kitt Peak            | Spacewatch          |
| 221244 -         | 2005 UB227             | 25 d'octubre de 2005 | Kitt Peak            | Spacewatch          |
| 221245 -         | 2005 UC238             | 25 d'octubre de 2005 | Kitt Peak            | Spacewatch          |
| 221246 -         | 2005 UK240             | 25 d'octubre de 2005 | Kitt Peak            | Spacewatch          |
| 221247 -         | 2005 UT245             | 26 d'octubre de 2005 | Kitt Peak            | Spacewatch          |
| 221248 -         | 2005 UN251             | 23 d'octubre de 2005 | Palomar              | NEAT                |
| 221249 -         | 2005 UE252             | 25 d'octubre de 2005 | Kitt Peak            | Spacewatch          |
| 221250 -         | 2005 UY253             | 28 d'octubre de 2005 | Kitt Peak            | Spacewatch          |
| 221251 -         | 2005 UJ257             | 25 d'octubre de 2005 | Kitt Peak            | Spacewatch          |
| 221252 -         | 2005 UL257             | 25 d'octubre de 2005 | Kitt Peak            | Spacewatch          |
| 221253 -         | 2005 UG267             | 27 d'octubre de 2005 | Kitt Peak            | Spacewatch          |
| 221254 -         | 2005 UJ274             | 25 d'octubre de 2005 | Palomar              | NEAT                |
| 221255 -         | 2005 UJ275             | 29 d'octubre de 2005 | Kitt Peak            | Spacewatch          |
| 221256 -         | 2005 UG282             | 26 d'octubre de 2005 | Kitt Peak            | Spacewatch          |
| 221257 -         | 2005 UY284             | 26 d'octubre de 2005 | Kitt Peak            | Spacewatch          |
| 221258 -         | 2005 UJ292             | 26 d'octubre de 2005 | Kitt Peak            | Spacewatch          |
| 221259 -         | 2005 UM299             | 26 d'octubre de 2005 | Kitt Peak            | Spacewatch          |
| 221260 -         | 2005 UB303             | 26 d'octubre de 2005 | Kitt Peak            | Spacewatch          |
| 221261 -         | 2005 UW303             | 26 d'octubre de 2005 | Kitt Peak            | Spacewatch          |
| 221262 -         | 2005 UY305             | 27 d'octubre de 2005 | Mount Lemmon         | Mount Lemmon Survey |
| 221263 -         | 2005 UT308             | 28 d'octubre de 2005 | Mount Lemmon         | Mount Lemmon Survey |
| 221264 -         | 2005 UX308             | 28 d'octubre de 2005 | Socorro              | LINEAR              |
| 221265 -         | 2005 UQ309             | 28 d'octubre de 2005 | Kitt Peak            | Spacewatch          |
| 221266 -         | 2005 UW310             | 29 d'octubre de 2005 | Mount Lemmon         | Mount Lemmon Survey |
| 221267 -         | 2005 US313             | 27 d'octubre de 2005 | Socorro              | LINEAR              |
| 221268 -         | 2005 UT317             | 27 d'octubre de 2005 | Kitt Peak            | Spacewatch          |
| 221269 -         | 2005 UL320             | 27 d'octubre de 2005 | Kitt Peak            | Spacewatch          |
| 221270 -         | 2005 UN321             | 27 d'octubre de 2005 | Mount Lemmon         | Mount Lemmon Survey |
| 221271 -         | 2005 UY322             | 28 d'octubre de 2005 | Kitt Peak            | Spacewatch          |
| 221272 -         | 2005 UL324             | 29 d'octubre de 2005 | Kitt Peak            | Spacewatch          |
| 221273 -         | 2005 UH334             | 29 d'octubre de 2005 | Mount Lemmon         | Mount Lemmon Survey |
| 221274 -         | 2005 UH335             | 30 d'octubre de 2005 | Palomar              | NEAT                |
| 221275 -         | 2005 UD340             | 31 d'octubre de 2005 | Kitt Peak            | Spacewatch          |
| 221276 -         | 2005 UQ340             | 31 d'octubre de 2005 | Kitt Peak            | Spacewatch          |
| 221277 -         | 2005 US340             | 31 d'octubre de 2005 | Kitt Peak            | Spacewatch          |
| 221278 -         | 2005 UO343             | 31 d'octubre de 2005 | Catalina             | CSS                 |
| 221279 -         | 2005 UU348             | 23 d'octubre de 2005 | Palomar              | NEAT                |
| 221280 -         | 2005 UZ348             | 24 d'octubre de 2005 | Palomar              | NEAT                |
| 221281 -         | 2005 US351             | 29 d'octubre de 2005 | Catalina             | CSS                 |
| 221282 -         | 2005 UP353             | 29 d'octubre de 2005 | Catalina             | CSS                 |
| 221283 -         | 2005 UB354             | 29 d'octubre de 2005 | Kitt Peak            | Spacewatch          |
| 221284 -         | 2005 UW355             | 29 d'octubre de 2005 | Mount Lemmon         | Mount Lemmon Survey |
| 221285 -         | 2005 UZ357             | 24 d'octubre de 2005 | Kitt Peak            | Spacewatch          |
| 221286 -         | 2005 UJ374             | 27 d'octubre de 2005 | Kitt Peak            | Spacewatch          |
| 221287 -         | 2005 UM379             | 29 d'octubre de 2005 | Mount Lemmon         | Mount Lemmon Survey |
| 221288 -         | 2005 UF383             | 27 d'octubre de 2005 | Socorro              | LINEAR              |
| 221289 -         | 2005 UO386             | 30 d'octubre de 2005 | Catalina             | CSS                 |
| 221290 -         | 2005 UQ439             | 29 d'octubre de 2005 | Catalina             | CSS                 |
| 221291 -         | 2005 UF440             | 29 d'octubre de 2005 | Catalina             | CSS                 |
| 221292 -         | 2005 UK449             | 30 d'octubre de 2005 | Socorro              | LINEAR              |
| 221293 -         | 2005 UL449             | 30 d'octubre de 2005 | Socorro              | LINEAR              |
| 221294 -         | 2005 UX449             | 30 d'octubre de 2005 | Mount Lemmon         | Mount Lemmon Survey |
| 221295 -         | 2005 UB460             | 28 d'octubre de 2005 | Mount Lemmon         | Mount Lemmon Survey |
| 221296 -         | 2005 UT479             | 31 d'octubre de 2005 | Mount Lemmon         | Mount Lemmon Survey |
| 221297 -         | 2005 UG482             | 22 d'octubre de 2005 | Catalina             | CSS                 |
| 221298 -         | 2005 UA487             | 23 d'octubre de 2005 | Catalina             | CSS                 |
| 221299 -         | 2005 UD491             | 23 d'octubre de 2005 | Catalina             | CSS                 |
| 221300 -         | 2005 UJ493             | 25 d'octubre de 2005 | Catalina             | CSS                 |

## 221301–221400
| Nom      | Designació provisional | Data de descobriment   | Lloc de descobriment | Descobridor/s       |
| -------- | ---------------------- | ---------------------- | -------------------- | ------------------- |
| 221301 - | 2005 UZ494             | 25 d'octubre de 2005   | Catalina             | CSS                 |
| 221302 - | 2005 UK500             | 27 d'octubre de 2005   | Anderson Mesa        | LONEOS              |
| 221303 - | 2005 UQ501             | 27 d'octubre de 2005   | Catalina             | CSS                 |
| 221304 - | 2005 UJ509             | 28 d'octubre de 2005   | Kitt Peak            | Spacewatch          |
| 221305 - | 2005 UF516             | 28 d'octubre de 2005   | Kitt Peak            | Spacewatch          |
| 221306 - | 2005 US521             | 26 d'octubre de 2005   | Apache Point         | A. C. Becker        |
| 221307 - | 2005 UA527             | 25 d'octubre de 2005   | Mount Lemmon         | Mount Lemmon Survey |
| 221308 - | 2005 VX                | 3 de novembre de 2005  | Cordell–Lorenz       | E. S. Beeson        |
| 221309 - | 2005 VK5               | 6 de novembre de 2005  | Mayhill              | A. Lowe             |
| 221310 - | 2005 VZ15              | 2 de novembre de 2005  | Catalina             | CSS                 |
| 221311 - | 2005 VW16              | 3 de novembre de 2005  | Catalina             | CSS                 |
| 221312 - | 2005 VE17              | 3 de novembre de 2005  | Mount Lemmon         | Mount Lemmon Survey |
| 221313 - | 2005 VN26              | 3 de novembre de 2005  | Socorro              | LINEAR              |
| 221314 - | 2005 VB42              | 3 de novembre de 2005  | Catalina             | CSS                 |
| 221315 - | 2005 VM42              | 3 de novembre de 2005  | Catalina             | CSS                 |
| 221316 - | 2005 VW50              | 3 de novembre de 2005  | Catalina             | CSS                 |
| 221317 - | 2005 VT51              | 3 de novembre de 2005  | Catalina             | CSS                 |
| 221318 - | 2005 VF53              | 3 de novembre de 2005  | Mount Lemmon         | Mount Lemmon Survey |
| 221319 - | 2005 VG61              | 5 de novembre de 2005  | Catalina             | CSS                 |
| 221320 - | 2005 VG77              | 5 de novembre de 2005  | Mount Lemmon         | Mount Lemmon Survey |
| 221321 - | 2005 VD86              | 4 de novembre de 2005  | Mount Lemmon         | Mount Lemmon Survey |
| 221322 - | 2005 VG98              | 7 de novembre de 2005  | Socorro              | LINEAR              |
| 221323 - | 2005 VO98              | 10 de novembre de 2005 | Catalina             | CSS                 |
| 221324 - | 2005 VC102             | 1 de novembre de 2005  | Anderson Mesa        | LONEOS              |
| 221325 - | 2005 VK102             | 1 de novembre de 2005  | Kitt Peak            | Spacewatch          |
| 221326 - | 2005 VK106             | 1 de novembre de 2005  | Socorro              | LINEAR              |
| 221327 - | 2005 VY109             | 6 de novembre de 2005  | Mount Lemmon         | Mount Lemmon Survey |
| 221328 - | 2005 VV117             | 12 de novembre de 2005 | Catalina             | CSS                 |
| 221329 - | 2005 VM120             | 12 de novembre de 2005 | Kitt Peak            | Spacewatch          |
| 221330 - | 2005 VO124             | 12 de novembre de 2005 | Kitt Peak            | Spacewatch          |
| 221331 - | 2005 VG131             | 1 de novembre de 2005  | Apache Point         | A. C. Becker        |
| 221332 - | 2005 WB2               | 22 de novembre de 2005 | Wrightwood           | J. W. Young         |
| 221333 - | 2005 WL2               | 22 de novembre de 2005 | Socorro              | LINEAR              |
| 221334 - | 2005 WX2               | 20 de novembre de 2005 | Palomar              | NEAT                |
| 221335 - | 2005 WK7               | 21 de novembre de 2005 | Kitt Peak            | Spacewatch          |
| 221336 - | 2005 WE8               | 22 de novembre de 2005 | Palomar              | NEAT                |
| 221337 - | 2005 WG13              | 22 de novembre de 2005 | Kitt Peak            | Spacewatch          |
| 221338 - | 2005 WP15              | 22 de novembre de 2005 | Kitt Peak            | Spacewatch          |
| 221339 - | 2005 WO25              | 21 de novembre de 2005 | Kitt Peak            | Spacewatch          |
| 221340 - | 2005 WU33              | 21 de novembre de 2005 | Kitt Peak            | Spacewatch          |
| 221341 - | 2005 WQ37              | 22 de novembre de 2005 | Kitt Peak            | Spacewatch          |
| 221342 - | 2005 WS58              | 26 de novembre de 2005 | Marly                | Observatory Naef    |
| 221343 - | 2005 WT58              | 26 de novembre de 2005 | Marly                | Observatory Naef    |
| 221344 - | 2005 WS70              | 26 de novembre de 2005 | Mount Lemmon         | Mount Lemmon Survey |
| 221345 - | 2005 WE81              | 26 de novembre de 2005 | Mount Lemmon         | Mount Lemmon Survey |
| 221346 - | 2005 WG85              | 28 de novembre de 2005 | Mount Lemmon         | Mount Lemmon Survey |
| 221347 - | 2005 WZ85              | 28 de novembre de 2005 | Mount Lemmon         | Mount Lemmon Survey |
| 221348 - | 2005 WN89              | 26 de novembre de 2005 | Kitt Peak            | Spacewatch          |
| 221349 - | 2005 WJ96              | 26 de novembre de 2005 | Kitt Peak            | Spacewatch          |
| 221350 - | 2005 WQ103             | 26 de novembre de 2005 | Catalina             | CSS                 |
| 221351 - | 2005 WN108             | 29 de novembre de 2005 | Mount Lemmon         | Mount Lemmon Survey |
| 221352 - | 2005 WU110             | 30 de novembre de 2005 | Kitt Peak            | Spacewatch          |
| 221353 - | 2005 WL114             | 28 de novembre de 2005 | Socorro              | LINEAR              |
| 221354 - | 2005 WR118             | 25 de novembre de 2005 | Kitt Peak            | Spacewatch          |
| 221355 - | 2005 WS119             | 28 de novembre de 2005 | Catalina             | CSS                 |
| 221356 - | 2005 WM129             | 25 de novembre de 2005 | Mount Lemmon         | Mount Lemmon Survey |
| 221357 - | 2005 WL133             | 25 de novembre de 2005 | Mount Lemmon         | Mount Lemmon Survey |
| 221358 - | 2005 WN140             | 26 de novembre de 2005 | Mount Lemmon         | Mount Lemmon Survey |
| 221359 - | 2005 WM148             | 26 de novembre de 2005 | Catalina             | CSS                 |
| 221360 - | 2005 WZ151             | 28 de novembre de 2005 | Catalina             | CSS                 |
| 221361 - | 2005 WQ154             | 29 de novembre de 2005 | Kitt Peak            | Spacewatch          |
| 221362 - | 2005 WC158             | 26 de novembre de 2005 | Mount Lemmon         | Mount Lemmon Survey |
| 221363 - | 2005 WC159             | 28 de novembre de 2005 | Palomar              | NEAT                |
| 221364 - | 2005 WR159             | 30 de novembre de 2005 | Kitt Peak            | Spacewatch          |
| 221365 - | 2005 WD161             | 28 de novembre de 2005 | Socorro              | LINEAR              |
| 221366 - | 2005 WH164             | 29 de novembre de 2005 | Mount Lemmon         | Mount Lemmon Survey |
| 221367 - | 2005 WF167             | 30 de novembre de 2005 | Kitt Peak            | Spacewatch          |
| 221368 - | 2005 WO182             | 26 de novembre de 2005 | Socorro              | LINEAR              |
| 221369 - | 2005 WB183             | 28 de novembre de 2005 | Palomar              | NEAT                |
| 221370 - | 2005 WK195             | 29 de novembre de 2005 | Socorro              | LINEAR              |
| 221371 - | 2005 XU                | 2 de desembre de 2005  | Mayhill              | A. Lowe             |
| 221372 - | 2005 XN6               | 2 de desembre de 2005  | Socorro              | LINEAR              |
| 221373 - | 2005 XV6               | 2 de desembre de 2005  | Mount Lemmon         | Mount Lemmon Survey |
| 221374 - | 2005 XH54              | 5 de desembre de 2005  | Kitt Peak            | Spacewatch          |
| 221375 - | 2005 XF55              | 5 de desembre de 2005  | Socorro              | LINEAR              |
| 221376 - | 2005 XL56              | 5 de desembre de 2005  | Socorro              | LINEAR              |
| 221377 - | 2005 XD62              | 5 de desembre de 2005  | Kitt Peak            | Spacewatch          |
| 221378 - | 2005 XZ66              | 4 de desembre de 2005  | Catalina             | CSS                 |
| 221379 - | 2005 XY81              | 8 de desembre de 2005  | Kitt Peak            | Spacewatch          |
| 221380 - | 2005 XV84              | 10 de desembre de 2005 | Socorro              | LINEAR              |
| 221381 - | 2005 XD88              | 5 de desembre de 2005  | Kitt Peak            | Spacewatch          |
| 221382 - | 2005 YE2               | 21 de desembre de 2005 | Kitt Peak            | Spacewatch          |
| 221383 - | 2005 YP10              | 21 de desembre de 2005 | Kitt Peak            | Spacewatch          |
| 221384 - | 2005 YA16              | 22 de desembre de 2005 | Kitt Peak            | Spacewatch          |
| 221385 - | 2005 YS17              | 23 de desembre de 2005 | Kitt Peak            | Spacewatch          |
| 221386 - | 2005 YE23              | 24 de desembre de 2005 | Kitt Peak            | Spacewatch          |
| 221387 - | 2005 YO27              | 22 de desembre de 2005 | Kitt Peak            | Spacewatch          |
| 221388 - | 2005 YB34              | 24 de desembre de 2005 | Kitt Peak            | Spacewatch          |
| 221389 - | 2005 YF34              | 24 de desembre de 2005 | Kitt Peak            | Spacewatch          |
| 221390 - | 2005 YS34              | 24 de desembre de 2005 | Kitt Peak            | Spacewatch          |
| 221391 - | 2005 YX35              | 25 de desembre de 2005 | Kitt Peak            | Spacewatch          |
| 221392 - | 2005 YF39              | 22 de desembre de 2005 | Catalina             | CSS                 |
| 221393 - | 2005 YZ42              | 24 de desembre de 2005 | Kitt Peak            | Spacewatch          |
| 221394 - | 2005 YS51              | 26 de desembre de 2005 | Mount Lemmon         | Mount Lemmon Survey |
| 221395 - | 2005 YK55              | 25 de desembre de 2005 | Mount Lemmon         | Mount Lemmon Survey |
| 221396 - | 2005 YJ56              | 22 de desembre de 2005 | Catalina             | CSS                 |
| 221397 - | 2005 YQ56              | 23 de desembre de 2005 | Kitt Peak            | Spacewatch          |
| 221398 - | 2005 YL58              | 24 de desembre de 2005 | Kitt Peak            | Spacewatch          |
| 221399 - | 2005 YN63              | 24 de desembre de 2005 | Kitt Peak            | Spacewatch          |
| 221400 - | 2005 YX67              | 26 de desembre de 2005 | Kitt Peak            | Spacewatch          |

## 221401–221500
| Nom             | Designació provisional | Data de descobriment   | Lloc de descobriment | Descobridor/s       |
| --------------- | ---------------------- | ---------------------- | -------------------- | ------------------- |
| 221401 -        | 2005 YO68              | 26 de desembre de 2005 | Kitt Peak            | Spacewatch          |
| 221402 -        | 2005 YW71              | 24 de desembre de 2005 | Kitt Peak            | Spacewatch          |
| 221403 -        | 2005 YV79              | 24 de desembre de 2005 | Kitt Peak            | Spacewatch          |
| 221404 -        | 2005 YE82              | 24 de desembre de 2005 | Kitt Peak            | Spacewatch          |
| 221405 -        | 2005 YW91              | 24 de desembre de 2005 | Kitt Peak            | Spacewatch          |
| 221406 -        | 2005 YK97              | 24 de desembre de 2005 | Kitt Peak            | Spacewatch          |
| 221407 -        | 2005 YK106             | 25 de desembre de 2005 | Kitt Peak            | Spacewatch          |
| 221408 -        | 2005 YZ120             | 26 de desembre de 2005 | Mount Lemmon         | Mount Lemmon Survey |
| 221409 -        | 2005 YF122             | 24 de desembre de 2005 | Mount Lemmon         | Mount Lemmon Survey |
| 221410 -        | 2005 YL122             | 24 de desembre de 2005 | Kitt Peak            | Spacewatch          |
| 221411 -        | 2005 YB124             | 25 de desembre de 2005 | Kitt Peak            | Spacewatch          |
| 221412 -        | 2005 YG124             | 26 de desembre de 2005 | Kitt Peak            | Spacewatch          |
| 221413 -        | 2005 YZ130             | 25 de desembre de 2005 | Mount Lemmon         | Mount Lemmon Survey |
| 221414 -        | 2005 YN134             | 26 de desembre de 2005 | Kitt Peak            | Spacewatch          |
| 221415 -        | 2005 YA138             | 26 de desembre de 2005 | Kitt Peak            | Spacewatch          |
| 221416 -        | 2005 YJ143             | 28 de desembre de 2005 | Mount Lemmon         | Mount Lemmon Survey |
| 221417 -        | 2005 YA144             | 28 de desembre de 2005 | Mount Lemmon         | Mount Lemmon Survey |
| 221418 -        | 2005 YJ164             | 29 de desembre de 2005 | Kitt Peak            | Spacewatch          |
| 221419 -        | 2005 YC172             | 22 de desembre de 2005 | Catalina             | CSS                 |
| 221420 -        | 2005 YE172             | 22 de desembre de 2005 | Catalina             | CSS                 |
| 221421 -        | 2005 YS173             | 25 de desembre de 2005 | Anderson Mesa        | LONEOS              |
| 221422 -        | 2005 YT173             | 25 de desembre de 2005 | Anderson Mesa        | LONEOS              |
| 221423 -        | 2005 YF177             | 22 de desembre de 2005 | Kitt Peak            | Spacewatch          |
| 221424 -        | 2005 YV195             | 31 de desembre de 2005 | Socorro              | LINEAR              |
| 221425 -        | 2005 YA196             | 24 de desembre de 2005 | Socorro              | LINEAR              |
| 221426 -        | 2005 YZ207             | 30 de desembre de 2005 | Kitt Peak            | Spacewatch          |
| 221427 -        | 2005 YD216             | 29 de desembre de 2005 | Mount Lemmon         | Mount Lemmon Survey |
| 221428 -        | 2005 YD221             | 25 de desembre de 2005 | Catalina             | CSS                 |
| 221429 -        | 2005 YD223             | 24 de desembre de 2005 | Kitt Peak            | Spacewatch          |
| 221430 -        | 2005 YF230             | 26 de desembre de 2005 | Mount Lemmon         | Mount Lemmon Survey |
| 221431 -        | 2005 YZ234             | 26 de desembre de 2005 | Mount Lemmon         | Mount Lemmon Survey |
| 221432 -        | 2005 YV237             | 28 de desembre de 2005 | Kitt Peak            | Spacewatch          |
| 221433 -        | 2005 YY271             | 29 de desembre de 2005 | Kitt Peak            | Spacewatch          |
| 221434 -        | 2005 YL273             | 30 de desembre de 2005 | Kitt Peak            | Spacewatch          |
| 221435 -        | 2006 AL6               | 4 de gener de 2006     | Catalina             | CSS                 |
| 221436 -        | 2006 AH7               | 5 de gener de 2006     | Anderson Mesa        | LONEOS              |
| 221437 -        | 2006 AQ15              | 5 de gener de 2006     | Mount Lemmon         | Mount Lemmon Survey |
| 221438 -        | 2006 AK18              | 5 de gener de 2006     | Mount Lemmon         | Mount Lemmon Survey |
| 221439 -        | 2006 AC21              | 5 de gener de 2006     | Catalina             | CSS                 |
| 221440 -        | 2006 AE21              | 5 de gener de 2006     | Catalina             | CSS                 |
| 221441 -        | 2006 AC22              | 5 de gener de 2006     | Catalina             | CSS                 |
| 221442 -        | 2006 AH34              | 6 de gener de 2006     | Mount Lemmon         | Mount Lemmon Survey |
| 221443 -        | 2006 AJ38              | 7 de gener de 2006     | Kitt Peak            | Spacewatch          |
| 221444 -        | 2006 AT38              | 7 de gener de 2006     | Mount Lemmon         | Mount Lemmon Survey |
| 221445 -        | 2006 AM63              | 6 de gener de 2006     | Mount Lemmon         | Mount Lemmon Survey |
| 221446 -        | 2006 AJ72              | 6 de gener de 2006     | Mount Lemmon         | Mount Lemmon Survey |
| 221447 -        | 2006 AJ75              | 2 de gener de 2006     | Socorro              | LINEAR              |
| 221448 -        | 2006 AP81              | 4 de gener de 2006     | Socorro              | LINEAR              |
| 221449 -        | 2006 AB87              | 7 de gener de 2006     | Anderson Mesa        | LONEOS              |
| 221450 -        | 2006 AG100             | 6 de gener de 2006     | Mount Lemmon         | Mount Lemmon Survey |
| 221451 -        | 2006 BC1               | 19 de gener de 2006    | Catalina             | CSS                 |
| 221452 -        | 2006 BN1               | 20 de gener de 2006    | Kitt Peak            | Spacewatch          |
| 221453 -        | 2006 BP2               | 20 de gener de 2006    | Catalina             | CSS                 |
| 221454 -        | 2006 BW8               | 23 de gener de 2006    | Piszkéstető          | K. Sárneczky        |
| 221455 -        | 2006 BC10              | 23 de gener de 2006    | Kitt Peak            | Spacewatch          |
| 221456 -        | 2006 BA13              | 21 de gener de 2006    | Mount Lemmon         | Mount Lemmon Survey |
| 221457 -        | 2006 BD46              | 23 de gener de 2006    | Mount Lemmon         | Mount Lemmon Survey |
| 221458 -        | 2006 BD57              | 22 de gener de 2006    | Mount Lemmon         | Mount Lemmon Survey |
| 221459 -        | 2006 BD66              | 23 de gener de 2006    | Kitt Peak            | Spacewatch          |
| 221460 -        | 2006 BN66              | 23 de gener de 2006    | Kitt Peak            | Spacewatch          |
| 221461 -        | 2006 BG78              | 23 de gener de 2006    | Mount Lemmon         | Mount Lemmon Survey |
| 221462 -        | 2006 BZ82              | 24 de gener de 2006    | Socorro              | LINEAR              |
| 221463 -        | 2006 BL86              | 25 de gener de 2006    | Kitt Peak            | Spacewatch          |
| 221464 -        | 2006 BP87              | 25 de gener de 2006    | Kitt Peak            | Spacewatch          |
| 221465 Rapa Nui | 2006 BE99              | 28 de gener de 2006    | Nogales              | J.-C. Merlin        |
| 221466 -        | 2006 BG118             | 26 de gener de 2006    | Kitt Peak            | Spacewatch          |
| 221467 -        | 2006 BX124             | 26 de gener de 2006    | Kitt Peak            | Spacewatch          |
| 221468 -        | 2006 BJ135             | 27 de gener de 2006    | Mount Lemmon         | Mount Lemmon Survey |
| 221469 -        | 2006 BW141             | 26 de gener de 2006    | Kitt Peak            | Spacewatch          |
| 221470 -        | 2006 BS143             | 21 de gener de 2006    | Anderson Mesa        | LONEOS              |
| 221471 -        | 2006 BH147             | 20 de gener de 2006    | Jarnac               | Jarnac              |
| 221472 -        | 2006 BX148             | 23 de gener de 2006    | Kitt Peak            | Spacewatch          |
| 221473 -        | 2006 BY152             | 25 de gener de 2006    | Kitt Peak            | Spacewatch          |
| 221474 -        | 2006 BP157             | 25 de gener de 2006    | Kitt Peak            | Spacewatch          |
| 221475 -        | 2006 BK183             | 27 de gener de 2006    | Anderson Mesa        | LONEOS              |
| 221476 -        | 2006 BO191             | 30 de gener de 2006    | Kitt Peak            | Spacewatch          |
| 221477 -        | 2006 BD220             | 30 de gener de 2006    | Kitt Peak            | Spacewatch          |
| 221478 -        | 2006 BC234             | 31 de gener de 2006    | Kitt Peak            | Spacewatch          |
| 221479 -        | 2006 BW247             | 31 de gener de 2006    | Kitt Peak            | Spacewatch          |
| 221480 -        | 2006 BN250             | 31 de gener de 2006    | Kitt Peak            | Spacewatch          |
| 221481 -        | 2006 BN252             | 31 de gener de 2006    | Mount Lemmon         | Mount Lemmon Survey |
| 221482 -        | 2006 BT253             | 31 de gener de 2006    | Kitt Peak            | Spacewatch          |
| 221483 -        | 2006 BD264             | 31 de gener de 2006    | Kitt Peak            | Spacewatch          |
| 221484 -        | 2006 BB265             | 31 de gener de 2006    | Kitt Peak            | Spacewatch          |
| 221485 -        | 2006 BX268             | 27 de gener de 2006    | Anderson Mesa        | LONEOS              |
| 221486 -        | 2006 BB271             | 30 de gener de 2006    | Catalina             | CSS                 |
| 221487 -        | 2006 BT279             | 23 de gener de 2006    | Mount Lemmon         | Mount Lemmon Survey |
| 221488 -        | 2006 CB                | 1 de febrer de 2006    | 7300 Observatory     | W. K. Y. Yeung      |
| 221489 -        | 2006 CP9               | 4 de febrer de 2006    | 7300 Observatory     | W. K. Y. Yeung      |
| 221490 -        | 2006 CO13              | 1 de febrer de 2006    | Kitt Peak            | Spacewatch          |
| 221491 -        | 2006 CX21              | 1 de febrer de 2006    | Kitt Peak            | Spacewatch          |
| 221492 -        | 2006 CQ22              | 1 de febrer de 2006    | Mount Lemmon         | Mount Lemmon Survey |
| 221493 -        | 2006 CC41              | 2 de febrer de 2006    | Kitt Peak            | Spacewatch          |
| 221494 -        | 2006 CJ48              | 3 de febrer de 2006    | Kitt Peak            | Spacewatch          |
| 221495 -        | 2006 CK56              | 4 de febrer de 2006    | Kitt Peak            | Spacewatch          |
| 221496 -        | 2006 CV61              | 3 de febrer de 2006    | Socorro              | LINEAR              |
| 221497 -        | 2006 DW3               | 20 de febrer de 2006   | Catalina             | CSS                 |
| 221498 -        | 2006 DH4               | 20 de febrer de 2006   | Catalina             | CSS                 |
| 221499 -        | 2006 DL21              | 20 de febrer de 2006   | Socorro              | LINEAR              |
| 221500 -        | 2006 DU23              | 20 de febrer de 2006   | Kitt Peak            | Spacewatch          |

## 221501–221600
| Nom                   | Designació provisional | Data de descobriment   | Lloc de descobriment | Descobridor/s         |
| --------------------- | ---------------------- | ---------------------- | -------------------- | --------------------- |
| 221501 -              | 2006 DV42              | 20 de febrer de 2006   | Kitt Peak            | Spacewatch            |
| 221502 -              | 2006 DS49              | 22 de febrer de 2006   | Anderson Mesa        | LONEOS                |
| 221503 -              | 2006 DE60              | 24 de febrer de 2006   | Kitt Peak            | Spacewatch            |
| 221504 -              | 2006 DE64              | 20 de febrer de 2006   | Socorro              | LINEAR                |
| 221505 -              | 2006 DR66              | 22 de febrer de 2006   | Catalina             | CSS                   |
| 221506 -              | 2006 DX66              | 22 de febrer de 2006   | Anderson Mesa        | LONEOS                |
| 221507 -              | 2006 DE102             | 25 de febrer de 2006   | Kitt Peak            | Spacewatch            |
| 221508 -              | 2006 DB134             | 25 de febrer de 2006   | Kitt Peak            | Spacewatch            |
| 221509 -              | 2006 DE207             | 25 de febrer de 2006   | Mount Lemmon         | Mount Lemmon Survey   |
| 221510 -              | 2006 EV8               | 2 de març de 2006      | Kitt Peak            | Spacewatch            |
| 221511 -              | 2006 EG14              | 2 de març de 2006      | Kitt Peak            | Spacewatch            |
| 221512 -              | 2006 EY36              | 3 de març de 2006      | Mount Lemmon         | Mount Lemmon Survey   |
| 221513 -              | 2006 GY49              | 7 d'abril de 2006      | Siding Spring        | SSS                   |
| 221514 -              | 2006 HO4               | 19 d'abril de 2006     | Palomar              | NEAT                  |
| 221515 -              | 2006 HX150             | 26 d'abril de 2006     | Kitt Peak            | Spacewatch            |
| 221516 Bergen-Enkheim | 2006 PR4               | 13 d'agost de 2006     | Bergen-Enkheim       | U. Suessenberger      |
| 221517 -              | 2006 RB46              | 14 de setembre de 2006 | Kitt Peak            | Spacewatch            |
| 221518 -              | 2006 RT53              | 14 de setembre de 2006 | Kitt Peak            | Spacewatch            |
| 221519 -              | 2006 RO90              | 15 de setembre de 2006 | Kitt Peak            | Spacewatch            |
| 221520 -              | 2006 SS24              | 16 de setembre de 2006 | Catalina             | CSS                   |
| 221521 -              | 2006 SB140             | 22 de setembre de 2006 | Anderson Mesa        | LONEOS                |
| 221522 -              | 2006 SK154             | 20 de setembre de 2006 | Socorro              | LINEAR                |
| 221523 -              | 2006 SA161             | 23 de setembre de 2006 | Kitt Peak            | LONEOS                |
| 221524 -              | 2006 SJ224             | 25 de setembre de 2006 | Mount Lemmon         | Mount Lemmon Survey   |
| 221525 -              | 2006 SO312             | 27 de setembre de 2006 | Mount Lemmon         | Mount Lemmon Survey   |
| 221526 -              | 2006 SN362             | 30 de setembre de 2006 | Mount Lemmon         | Mount Lemmon Survey   |
| 221527 -              | 2006 SD411             | 25 de setembre de 2006 | Mount Lemmon         | Mount Lemmon Survey   |
| 221528 -              | 2006 TG10              | 14 d'octubre de 2006   | Piszkéstető          | K. Sárneczky, Z. Kuli |
| 221529 -              | 2006 TS10              | 15 d'octubre de 2006   | Piszkéstető          | K. Sárneczky, Z. Kuli |
| 221530 -              | 2006 TX44              | 12 d'octubre de 2006   | Kitt Peak            | Spacewatch            |
| 221531 -              | 2006 TR51              | 12 d'octubre de 2006   | Kitt Peak            | Spacewatch            |
| 221532 -              | 2006 TH60              | 13 d'octubre de 2006   | Kitt Peak            | Spacewatch            |
| 221533 -              | 2006 TX72              | 11 d'octubre de 2006   | Palomar              | NEAT                  |
| 221534 -              | 2006 TQ80              | 13 d'octubre de 2006   | Kitt Peak            | Spacewatch            |
| 221535 -              | 2006 TU80              | 13 d'octubre de 2006   | Kitt Peak            | Spacewatch            |
| 221536 -              | 2006 TS81              | 13 d'octubre de 2006   | Kitt Peak            | Spacewatch            |
| 221537 -              | 2006 TZ83              | 13 d'octubre de 2006   | Kitt Peak            | Spacewatch            |
| 221538 -              | 2006 TC86              | 13 d'octubre de 2006   | Kitt Peak            | Spacewatch            |
| 221539 -              | 2006 TP90              | 13 d'octubre de 2006   | Kitt Peak            | Spacewatch            |
| 221540 -              | 2006 TG128             | 1 d'octubre de 2006    | Kitt Peak            | Spacewatch            |
| 221541 -              | 2006 UZ61              | 18 d'octubre de 2006   | Nyukasa              | Nyukasa               |
| 221542 -              | 2006 UB63              | 22 d'octubre de 2006   | Mount Lemmon         | Mount Lemmon Survey   |
| 221543 -              | 2006 UF69              | 16 d'octubre de 2006   | Catalina             | CSS                   |
| 221544 -              | 2006 US84              | 17 d'octubre de 2006   | Kitt Peak            | Spacewatch            |
| 221545 -              | 2006 UF89              | 17 d'octubre de 2006   | Kitt Peak            | Spacewatch            |
| 221546 -              | 2006 UN89              | 17 d'octubre de 2006   | Kitt Peak            | Spacewatch            |
| 221547 -              | 2006 UL98              | 18 d'octubre de 2006   | Kitt Peak            | Spacewatch            |
| 221548 -              | 2006 UX116             | 19 d'octubre de 2006   | Kitt Peak            | Spacewatch            |
| 221549 -              | 2006 US126             | 19 d'octubre de 2006   | Kitt Peak            | Spacewatch            |
| 221550 -              | 2006 UJ134             | 19 d'octubre de 2006   | Kitt Peak            | Spacewatch            |
| 221551 -              | 2006 UW137             | 19 d'octubre de 2006   | Catalina             | CSS                   |
| 221552 -              | 2006 UZ151             | 20 d'octubre de 2006   | Mount Lemmon         | Mount Lemmon Survey   |
| 221553 -              | 2006 UP171             | 21 d'octubre de 2006   | Mount Lemmon         | Mount Lemmon Survey   |
| 221554 -              | 2006 UO174             | 19 d'octubre de 2006   | Mount Lemmon         | Mount Lemmon Survey   |
| 221555 -              | 2006 UZ175             | 16 d'octubre de 2006   | Catalina             | CSS                   |
| 221556 -              | 2006 UG180             | 16 d'octubre de 2006   | Catalina             | CSS                   |
| 221557 -              | 2006 UY181             | 16 d'octubre de 2006   | Catalina             | CSS                   |
| 221558 -              | 2006 UV198             | 20 d'octubre de 2006   | Mount Lemmon         | Mount Lemmon Survey   |
| 221559 -              | 2006 UD237             | 23 d'octubre de 2006   | Kitt Peak            | Spacewatch            |
| 221560 -              | 2006 UF267             | 27 d'octubre de 2006   | Catalina             | CSS                   |
| 221561 -              | 2006 UL275             | 28 d'octubre de 2006   | Kitt Peak            | Spacewatch            |
| 221562 -              | 2006 UF281             | 28 d'octubre de 2006   | Catalina             | CSS                   |
| 221563 -              | 2006 UC287             | 28 d'octubre de 2006   | Kitt Peak            | Spacewatch            |
| 221564 -              | 2006 UU287             | 29 d'octubre de 2006   | Kitt Peak            | Spacewatch            |
| 221565 -              | 2006 UK288             | 29 d'octubre de 2006   | Catalina             | CSS                   |
| 221566 -              | 2006 UZ325             | 20 d'octubre de 2006   | Kitt Peak            | M. W. Buie            |
| 221567 -              | 2006 UW335             | 19 d'octubre de 2006   | Catalina             | CSS                   |
| 221568 -              | 2006 VQ8               | 11 de novembre de 2006 | Kitt Peak            | Spacewatch            |
| 221569 -              | 2006 VD20              | 9 de novembre de 2006  | Kitt Peak            | Spacewatch            |
| 221570 -              | 2006 VG28              | 10 de novembre de 2006 | Kitt Peak            | Spacewatch            |
| 221571 -              | 2006 VZ42              | 13 de novembre de 2006 | Kitt Peak            | Spacewatch            |
| 221572 -              | 2006 VR50              | 10 de novembre de 2006 | Kitt Peak            | Spacewatch            |
| 221573 -              | 2006 VN58              | 11 de novembre de 2006 | Kitt Peak            | Spacewatch            |
| 221574 -              | 2006 VX61              | 11 de novembre de 2006 | Kitt Peak            | Spacewatch            |
| 221575 -              | 2006 VX64              | 11 de novembre de 2006 | Kitt Peak            | Spacewatch            |
| 221576 -              | 2006 VA73              | 11 de novembre de 2006 | Catalina             | CSS                   |
| 221577 -              | 2006 VP73              | 11 de novembre de 2006 | MOunt Lemmon         | Mount Lemmon Survey   |
| 221578 -              | 2006 VQ84              | 13 de novembre de 2006 | Kitt Peak            | Spacewatch            |
| 221579 -              | 2006 VC92              | 15 de novembre de 2006 | Kitt Peak            | Spacewatch            |
| 221580 -              | 2006 VX95              | 15 de novembre de 2006 | Socorro              | LINEAR                |
| 221581 -              | 2006 VR102             | 12 de novembre de 2006 | Mount Lemmon         | Mount Lemmon Survey   |
| 221582 -              | 2006 VL104             | 13 de novembre de 2006 | Mount Lemmon         | Mount Lemmon Survey   |
| 221583 -              | 2006 VN112             | 13 de novembre de 2006 | Palomar              | NEAT                  |
| 221584 -              | 2006 VK130             | 15 de novembre de 2006 | Kitt Peak            | Spacewatch            |
| 221585 -              | 2006 VW130             | 15 de novembre de 2006 | Catalina             | CSS                   |
| 221586 -              | 2006 VB143             | 14 de novembre de 2006 | Kitt Peak            | Spacewatch            |
| 221587 -              | 2006 VT146             | 15 de novembre de 2006 | Mount Lemmon         | Mount Lemmon Survey   |
| 221588 -              | 2006 VT148             | 15 de novembre de 2006 | Mount Lemmon         | Mount Lemmon Survey   |
| 221589 -              | 2006 VT150             | 9 de novembre de 2006  | Palomar              | NEAT                  |
| 221590 -              | 2006 VK152             | 11 de novembre de 2006 | Kitt Peak            | Spacewatch            |
| 221591 -              | 2006 VD155             | 11 de novembre de 2006 | Kitt Peak            | Spacewatch            |
| 221592 -              | 2006 VJ168             | 2 de novembre de 2006  | Mount Lemmon         | Mount Lemmon Survey   |
| 221593 -              | 2006 WG17              | 17 de novembre de 2006 | Mount Lemmon         | Mount Lemmon Survey   |
| 221594 -              | 2006 WN30              | 18 de novembre de 2006 | Lulin Observatory    | M.-T. Chang, Q.-z. Ye |
| 221595 -              | 2006 WE34              | 16 de novembre de 2006 | Kitt Peak            | Spacewatch            |
| 221596 -              | 2006 WD36              | 16 de novembre de 2006 | Kitt Peak            | Spacewatch            |
| 221597 -              | 2006 WP51              | 16 de novembre de 2006 | Kitt Peak            | Spacewatch            |
| 221598 -              | 2006 WB89              | 18 de novembre de 2006 | Kitt Peak            | Spacewatch            |
| 221599 -              | 2006 WK96              | 19 de novembre de 2006 | Kitt Peak            | Spacewatch            |
| 221600 -              | 2006 WF101             | 19 de novembre de 2006 | Socorro              | LINEAR                |

## 221601–221700
| Nom          | Designació provisional | Data de descobriment   | Lloc de descobriment | Descobridor/s       |
| ------------ | ---------------------- | ---------------------- | -------------------- | ------------------- |
| 221601 -     | 2006 WG108             | 19 de novembre de 2006 | Socorro              | LINEAR              |
| 221602 -     | 2006 WE113             | 19 de novembre de 2006 | Kitt Peak            | Spacewatch          |
| 221603 -     | 2006 WS118             | 20 de novembre de 2006 | Kitt Peak            | Spacewatch          |
| 221604 -     | 2006 WP123             | 21 de novembre de 2006 | Mount Lemmon         | Mount Lemmon Survey |
| 221605 -     | 2006 WJ149             | 20 de novembre de 2006 | Kitt Peak            | Spacewatch          |
| 221606 -     | 2006 WA160             | 22 de novembre de 2006 | Mount Lemmon         | Mount Lemmon Survey |
| 221607 -     | 2006 WJ169             | 23 de novembre de 2006 | Kitt Peak            | Spacewatch          |
| 221608 -     | 2006 WT185             | 17 de novembre de 2006 | Palomar              | NEAT                |
| 221609 -     | 2006 WH198             | 27 de novembre de 2006 | Mount Lemmon         | Mount Lemmon Survey |
| 221610 -     | 2006 WB201             | 22 de novembre de 2006 | Mount Lemmon         | Mount Lemmon Survey |
| 221611 -     | 2006 XB8               | 9 de desembre de 2006  | Palomar              | NEAT                |
| 221612 -     | 2006 XZ8               | 9 de desembre de 2006  | Kitt Peak            | Spacewatch          |
| 221613 -     | 2006 XQ34              | 11 de desembre de 2006 | Kitt Peak            | Spacewatch          |
| 221614 -     | 2006 XQ37              | 11 de desembre de 2006 | Kitt Peak            | Spacewatch          |
| 221615 -     | 2006 XJ38              | 11 de desembre de 2006 | Kitt Peak            | Spacewatch          |
| 221616 -     | 2006 XX38              | 11 de desembre de 2006 | Kitt Peak            | Spacewatch          |
| 221617 -     | 2006 XO43              | 12 de desembre de 2006 | Mount Lemmon         | Mount Lemmon Survey |
| 221618 -     | 2006 XT46              | 13 de desembre de 2006 | Socorro              | LINEAR              |
| 221619 -     | 2006 XH48              | 13 de desembre de 2006 | Catalina             | CSS                 |
| 221620 -     | 2006 XZ51              | 14 de desembre de 2006 | Socorro              | LINEAR              |
| 221621 -     | 2006 XL54              | 15 de desembre de 2006 | Socorro              | LINEAR              |
| 221622 -     | 2006 XM60              | 14 de desembre de 2006 | Kitt Peak            | Spacewatch          |
| 221623 -     | 2006 XH61              | 15 de desembre de 2006 | Kitt Peak            | Spacewatch          |
| 221624 -     | 2006 XK66              | 13 de desembre de 2006 | Socorro              | LINEAR              |
| 221625 -     | 2006 XW70              | 13 de desembre de 2006 | Mount Lemmon         | Mount Lemmon Survey |
| 221626 -     | 2006 YS1               | 17 de desembre de 2006 | Mount Lemmon         | Mount Lemmon Survey |
| 221627 -     | 2006 YX6               | 20 de desembre de 2006 | Palomar              | NEAT                |
| 221628 Hyatt | 2006 YE13              | 26 de desembre de 2006 | Catalina             | A. R. Gibbs         |
| 221629 -     | 2006 YP17              | 21 de desembre de 2006 | Mount Lemmon         | Mount Lemmon Survey |
| 221630 -     | 2006 YA35              | 21 de desembre de 2006 | Kitt Peak            | Spacewatch          |
| 221631 -     | 2006 YV47              | 24 de desembre de 2006 | Catalina             | CSS                 |
| 221632 -     | 2006 YX51              | 27 de desembre de 2006 | Mount Lemmon         | Mount Lemmon Survey |
| 221633 -     | 2007 AJ3               | 8 de gener de 2007     | Kitt Peak            | Spacewatch          |
| 221634 -     | 2007 AV8               | 10 de gener de 2007    | Kitt Peak            | Spacewatch          |
| 221635 -     | 2007 AO22              | 14 de gener de 2007    | Nyukasa              | Nyukasa             |
| 221636 -     | 2007 AJ25              | 15 de gener de 2007    | Catalina             | CSS                 |
| 221637 -     | 2007 AC29              | 10 de gener de 2007    | Mount Lemmon         | Mount Lemmon Survey |
| 221638 -     | 2007 BO4               | 16 de gener de 2007    | Socorro              | LINEAR              |
| 221639 -     | 2007 BA13              | 17 de gener de 2007    | Kitt Peak            | Spacewatch          |
| 221640 -     | 2007 BT25              | 24 de gener de 2007    | Mount Lemmon         | Mount Lemmon Survey |
| 221641 -     | 2007 BC26              | 24 de gener de 2007    | Mount Lemmon         | Mount Lemmon Survey |
| 221642 -     | 2007 BH47              | 26 de gener de 2007    | Kitt Peak            | Spacewatch          |
| 221643 -     | 2007 BZ47              | 26 de gener de 2007    | Kitt Peak            | Spacewatch          |
| 221644 -     | 2007 BQ57              | 24 de gener de 2007    | Socorro              | LINEAR              |
| 221645 -     | 2007 BK58              | 24 de gener de 2007    | Catalina             | CSS                 |
| 221646 -     | 2007 BX58              | 24 de gener de 2007    | Catalina             | CSS                 |
| 221647 -     | 2007 BB60              | 26 de gener de 2007    | Anderson Mesa        | LONEOS              |
| 221648 -     | 2007 BZ68              | 27 de gener de 2007    | Mount Lemmon         | Mount Lemmon Survey |
| 221649 -     | 2007 BJ74              | 17 de gener de 2007    | Kitt Peak            | Spacewatch          |
| 221650 -     | 2007 BD75              | 28 de gener de 2007    | Catalina             | CSS                 |
| 221651 -     | 2007 BE75              | 28 de gener de 2007    | Mount Lemmon         | Mount Lemmon Survey |
| 221652 -     | 2007 BM78              | 25 de gener de 2007    | Kitt Peak            | Spacewatch          |
| 221653 -     | 2007 BJ101             | 27 de gener de 2007    | Kitt Peak            | Spacewatch          |
| 221654 -     | 2007 CZ                | 6 de febrer de 2007    | Kitt Peak            | Spacewatch          |
| 221655 -     | 2007 CP1               | 6 de febrer de 2007    | Kitt Peak            | Spacewatch          |
| 221656 -     | 2007 CH4               | 6 de febrer de 2007    | Kitt Peak            | Spacewatch          |
| 221657 -     | 2007 CS9               | 6 de febrer de 2007    | Palomar              | NEAT                |
| 221658 -     | 2007 CR15              | 6 de febrer de 2007    | Palomar              | NEAT                |
| 221659 -     | 2007 CG16              | 6 de febrer de 2007    | Mount Lemmon         | Mount Lemmon Survey |
| 221660 -     | 2007 CC18              | 8 de febrer de 2007    | Mount Lemmon         | Mount Lemmon Survey |
| 221661 -     | 2007 CW22              | 6 de febrer de 2007    | Mount Lemmon         | Mount Lemmon Survey |
| 221662 -     | 2007 CC24              | 8 de febrer de 2007    | Kitt Peak            | Spacewatch          |
| 221663 -     | 2007 CJ40              | 7 de febrer de 2007    | Kitt Peak            | Spacewatch          |
| 221664 -     | 2007 CK40              | 7 de febrer de 2007    | Kitt Peak            | Spacewatch          |
| 221665 -     | 2007 CE42              | 7 de febrer de 2007    | Mount Lemmon         | Mount Lemmon Survey |
| 221666 -     | 2007 CG42              | 7 de febrer de 2007    | Mount Lemmon         | Mount Lemmon Survey |
| 221667 -     | 2007 CP47              | 10 de febrer de 2007   | Catalina             | CSS                 |
| 221668 -     | 2007 CU51              | 8 de febrer de 2007    | Palomar              | NEAT                |
| 221669 -     | 2007 CP52              | 10 de febrer de 2007   | Catalina             | CSS                 |
| 221670 -     | 2007 CB56              | 13 de febrer de 2007   | Socorro              | LINEAR              |
| 221671 -     | 2007 CW56              | 15 de febrer de 2007   | Catalina             | CSS                 |
| 221672 -     | 2007 CW63              | 15 de febrer de 2007   | Palomar              | NEAT                |
| 221673 -     | 2007 DP                | 17 de febrer de 2007   | Altschwendt          | W. Ries             |
| 221674 -     | 2007 DY1               | 16 de febrer de 2007   | Catalina             | CSS                 |
| 221675 -     | 2007 DU3               | 16 de febrer de 2007   | Mount Lemmon         | Mount Lemmon Survey |
| 221676 -     | 2007 DP4               | 16 de febrer de 2007   | Mount Lemmon         | Mount Lemmon Survey |
| 221677 -     | 2007 DG9               | 17 de febrer de 2007   | Kitt Peak            | Spacewatch          |
| 221678 -     | 2007 DL10              | 17 de febrer de 2007   | Kitt Peak            | Spacewatch          |
| 221679 -     | 2007 DH11              | 17 de febrer de 2007   | Kitt Peak            | Spacewatch          |
| 221680 -     | 2007 DZ18              | 17 de febrer de 2007   | Kitt Peak            | Spacewatch          |
| 221681 -     | 2007 DY19              | 17 de febrer de 2007   | Kitt Peak            | Spacewatch          |
| 221682 -     | 2007 DK22              | 17 de febrer de 2007   | Kitt Peak            | Spacewatch          |
| 221683 -     | 2007 DB23              | 17 de febrer de 2007   | Kitt Peak            | Spacewatch          |
| 221684 -     | 2007 DS25              | 17 de febrer de 2007   | Kitt Peak            | Spacewatch          |
| 221685 -     | 2007 DL26              | 17 de febrer de 2007   | Kitt Peak            | Spacewatch          |
| 221686 -     | 2007 DA35              | 17 de febrer de 2007   | Kitt Peak            | Spacewatch          |
| 221687 -     | 2007 DW35              | 17 de febrer de 2007   | Kitt Peak            | Spacewatch          |
| 221688 -     | 2007 DV36              | 17 de febrer de 2007   | Kitt Peak            | Spacewatch          |
| 221689 -     | 2007 DW42              | 17 de febrer de 2007   | Catalina             | CSS                 |
| 221690 -     | 2007 DZ47              | 21 de febrer de 2007   | Mount Lemmon         | Mount Lemmon Survey |
| 221691 -     | 2007 DE50              | 16 de febrer de 2007   | Palomar              | NEAT                |
| 221692 -     | 2007 DJ50              | 16 de febrer de 2007   | Palomar              | NEAT                |
| 221693 -     | 2007 DM53              | 19 de febrer de 2007   | Mount Lemmon         | Mount Lemmon Survey |
| 221694 -     | 2007 DY53              | 19 de febrer de 2007   | Mount Lemmon         | Mount Lemmon Survey |
| 221695 -     | 2007 DV54              | 21 de febrer de 2007   | Mount Lemmon         | Mount Lemmon Survey |
| 221696 -     | 2007 DE59              | 22 de febrer de 2007   | Kitt Peak            | Spacewatch          |
| 221697 -     | 2007 DE60              | 23 de febrer de 2007   | Socorro              | LINEAR              |
| 221698 -     | 2007 DQ63              | 21 de febrer de 2007   | Antares              | Antares Observatory |
| 221699 -     | 2007 DT69              | 21 de febrer de 2007   | Kitt Peak            | Spacewatch          |
| 221700 -     | 2007 DH71              | 21 de febrer de 2007   | Kitt Peak            | Spacewatch          |

## 221701–221800
| Nom              | Designació provisional | Data de descobriment   | Lloc de descobriment | Descobridor/s               |
| ---------------- | ---------------------- | ---------------------- | -------------------- | --------------------------- |
| 221701 -         | 2007 DZ75              | 21 de febrer de 2007   | Kitt Peak            | Spacewatch                  |
| 221702 -         | 2007 DR95              | 23 de febrer de 2007   | Kitt Peak            | Spacewatch                  |
| 221703 -         | 2007 DT96              | 23 de febrer de 2007   | Kitt Peak            | Spacewatch                  |
| 221704 -         | 2007 DH97              | 23 de febrer de 2007   | Mount Lemmon         | Mount Lemmon Survey         |
| 221705 -         | 2007 DT100             | 25 de febrer de 2007   | Kitt Peak            | Spacewatch                  |
| 221706 -         | 2007 DH106             | 26 de febrer de 2007   | Mount Lemmon         | Mount Lemmon Survey         |
| 221707 -         | 2007 DE111             | 23 de febrer de 2007   | Mount Lemmon         | Mount Lemmon Survey         |
| 221708 -         | 2007 DB113             | 17 de febrer de 2007   | Mount Lemmon         | Mount Lemmon Survey         |
| 221709 -         | 2007 DK115             | 17 de febrer de 2007   | Kitt Peak            | Spacewatch                  |
| 221710 -         | 2007 EP3               | 9 de març de 2007      | Catalina             | CSS                         |
| 221711 -         | 2007 EC6               | 9 de març de 2007      | Mount Lemmon         | Mount Lemmon Survey         |
| 221712 -         | 2007 EA10              | 10 de març de 2007     | Marly                | P. Kocher                   |
| 221713 -         | 2007 EM10              | 9 de març de 2007      | Kitt Peak            | Spacewatch                  |
| 221714 -         | 2007 EH13              | 9 de març de 2007      | Mount Lemmon         | Mount Lemmon Survey         |
| 221715 -         | 2007 EN13              | 9 de març de 2007      | Mount Lemmon         | Mount Lemmon Survey         |
| 221716 -         | 2007 EY22              | 10 de març de 2007     | Mount Lemmon         | Mount Lemmon Survey         |
| 221717 -         | 2007 EH24              | 10 de març de 2007     | Mount Lemmon         | Mount Lemmon Survey         |
| 221718 -         | 2007 EY33              | 10 de març de 2007     | Mount Lemmon         | Mount Lemmon Survey         |
| 221719 -         | 2007 EB34              | 10 de març de 2007     | Mount Lemmon         | Mount Lemmon Survey         |
| 221720 -         | 2007 EF35              | 11 de març de 2007     | Kitt Peak            | Spacewatch                  |
| 221721 -         | 2007 EV37              | 11 de març de 2007     | Mount Lemmon         | Mount Lemmon Survey         |
| 221722 -         | 2007 EC43              | 9 de març de 2007      | Kitt Peak            | Spacewatch                  |
| 221723 -         | 2007 EH43              | 9 de març de 2007      | Kitt Peak            | Spacewatch                  |
| 221724 -         | 2007 ES46              | 9 de març de 2007      | Mount Lemmon         | Mount Lemmon Survey         |
| 221725 -         | 2007 EV48              | 9 de març de 2007      | Kitt Peak            | Spacewatch                  |
| 221726 -         | 2007 EY51              | 11 de març de 2007     | Catalina             | CSS                         |
| 221727 -         | 2007 ED52              | 11 de març de 2007     | Catalina             | CSS                         |
| 221728 -         | 2007 EO52              | 11 de març de 2007     | Catalina             | CSS                         |
| 221729 -         | 2007 EM53              | 11 de març de 2007     | Mount Lemmon         | Mount Lemmon Survey         |
| 221730 -         | 2007 EJ64              | 10 de març de 2007     | Mount Lemmon         | Mount Lemmon Survey         |
| 221731 -         | 2007 EE67              | 10 de març de 2007     | Kitt Peak            | Spacewatch                  |
| 221732 -         | 2007 EG75              | 10 de març de 2007     | Kitt Peak            | Spacewatch                  |
| 221733 -         | 2007 EQ75              | 10 de març de 2007     | Kitt Peak            | Spacewatch                  |
| 221734 -         | 2007 ES85              | 12 de març de 2007     | Kitt Peak            | Spacewatch                  |
| 221735 -         | 2007 EQ101             | 11 de març de 2007     | Kitt Peak            | Spacewatch                  |
| 221736 -         | 2007 EH109             | 11 de març de 2007     | Kitt Peak            | Spacewatch                  |
| 221737 -         | 2007 ED112             | 11 de març de 2007     | Kitt Peak            | Spacewatch                  |
| 221738 -         | 2007 EN113             | 12 de març de 2007     | Kitt Peak            | Spacewatch                  |
| 221739 -         | 2007 EE123             | 14 de març de 2007     | Mount Lemmon         | Mount Lemmon Survey         |
| 221740 -         | 2007 EX129             | 9 de març de 2007      | Mount Lemmon         | Mount Lemmon Survey         |
| 221741 -         | 2007 EW133             | 9 de març de 2007      | Mount Lemmon         | Mount Lemmon Survey         |
| 221742 -         | 2007 EJ137             | 11 de març de 2007     | Kitt Peak            | Spacewatch                  |
| 221743 -         | 2007 EU139             | 12 de març de 2007     | Kitt Peak            | Spacewatch                  |
| 221744 -         | 2007 EQ141             | 12 de març de 2007     | Kitt Peak            | Spacewatch                  |
| 221745 -         | 2007 EK153             | 12 de març de 2007     | Mount Lemmon         | Mount Lemmon Survey         |
| 221746 -         | 2007 ER166             | 11 de març de 2007     | Mount Lemmon         | Mount Lemmon Survey         |
| 221747 -         | 2007 EU187             | 15 de març de 2007     | Mount Lemmon         | Mount Lemmon Survey         |
| 221748 -         | 2007 ES191             | 13 de març de 2007     | Kitt Peak            | Spacewatch                  |
| 221749 -         | 2007 EQ196             | 15 de març de 2007     | Kitt Peak            | Spacewatch                  |
| 221750 -         | 2007 ES198             | 15 de març de 2007     | Catalina             | CSS                         |
| 221751 -         | 2007 EO202             | 9 de març de 2007      | Mount Lemmon         | Mount Lemmon Survey         |
| 221752 -         | 2007 EA209             | 14 de març de 2007     | Kitt Peak            | Spacewatch                  |
| 221753 -         | 2007 EE210             | 8 de març de 2007      | Palomar              | NEAT                        |
| 221754 -         | 2007 EX211             | 8 de març de 2007      | Palomar              | NEAT                        |
| 221755 -         | 2007 EC220             | 13 de març de 2007     | Kitt Peak            | Spacewatch                  |
| 221756 -         | 2007 EM221             | 10 de març de 2007     | Mount Lemmon         | Mount Lemmon Survey         |
| 221757 -         | 2007 FF7               | 16 de març de 2007     | Anderson Mesa        | LONEOS                      |
| 221758 -         | 2007 FS12              | 19 de març de 2007     | Catalina             | CSS                         |
| 221759 -         | 2007 FZ12              | 19 de març de 2007     | Catalina             | CSS                         |
| 221760 -         | 2007 FH23              | 20 de març de 2007     | Kitt Peak            | Spacewatch                  |
| 221761 -         | 2007 FX25              | 20 de març de 2007     | Mount Lemmon         | Mount Lemmon Survey         |
| 221762 -         | 2007 FK26              | 20 de març de 2007     | Kitt Peak            | Spacewatch                  |
| 221763 -         | 2007 FH40              | 20 de març de 2007     | Mount Lemmon         | Mount Lemmon Survey         |
| 221764 -         | 2007 FE43              | 27 de març de 2007     | Siding Spring        | SSS                         |
| 221765 -         | 2007 GC26              | 14 d'abril de 2007     | Mount Lemmon         | Mount Lemmon Survey         |
| 221766 -         | 2007 GG30              | 14 d'abril de 2007     | Mount Lemmon         | Mount Lemmon Survey         |
| 221767 -         | 2007 GT32              | 14 d'abril de 2007     | Pises                | Pises                       |
| 221768 -         | 2007 GD34              | 13 d'abril de 2007     | Siding Spring        | SSS                         |
| 221769 Cima Rest | 2007 GQ51              | 15 d'abril de 2007     | Magasa               | M. Tonincelli, W. Marinello |
| 221770 -         | 2007 GG60              | 15 d'abril de 2007     | Kitt Peak            | Spacewatch                  |
| 221771 -         | 2007 GM62              | 15 d'abril de 2007     | Kitt Peak            | Spacewatch                  |
| 221772 -         | 2007 GY64              | 15 d'abril de 2007     | Kitt Peak            | Spacewatch                  |
| 221773 -         | 2007 GZ69              | 15 d'abril de 2007     | Mount Lemmon         | Mount Lemmon Survey         |
| 221774 -         | 2007 GB76              | 15 d'abril de 2007     | Kitt Peak            | Spacewatch                  |
| 221775 -         | 2007 HA5               | 19 d'abril de 2007     | 7300                 | W. K. Y. Yeung              |
| 221776 -         | 2007 HL41              | 20 d'abril de 2007     | Kitt Peak            | Spacewatch                  |
| 221777 -         | 2007 HY53              | 20 d'abril de 2007     | Kitt Peak            | Spacewatch                  |
| 221778 -         | 2007 KC                | 16 d'abril de 2007     | Wrightwood           | J. W. Young                 |
| 221779 -         | 2007 LG8               | 9 de juny de 2007      | Kitt Peak            | Spacewatch                  |
| 221780 -         | 2007 MD11              | 21 de juny de 2007     | Mount Lemmon         | Mount Lemmon Survey         |
| 221781 -         | 2007 RD62              | 10 de setembre de 2007 | Mount Lemmon         | Mount Lemmon Survey         |
| 221782 -         | 2007 RQ137             | 14 de setembre de 2007 | Anderson Mesa        | LONEOS                      |
| 221783 -         | 2007 TL159             | 9 d'octubre de 2007    | Socorro              | LINEAR                      |
| 221784 -         | 2007 TW408             | 14 d'octubre de 2007   | Anderson Mesa        | LONEOS                      |
| 221785 -         | 2007 VJ6               | 4 de novembre de 2007  | Mount Lemmon         | Mount Lemmon Survey         |
| 221786 -         | 2007 VA8               | 4 de novembre de 2007  | Mount Lemmon         | Mount Lemmon Survey         |
| 221787 -         | 2007 VZ30              | 2 de novembre de 2007  | Kitt Peak            | Spacewatch                  |
| 221788 -         | 2007 YC30              | 30 de desembre de 2007 | Catalina             | CSS                         |
| 221789 -         | 2008 AP21              | 10 de gener de 2008    | Mount Lemmon         | Mount Lemmon Survey         |
| 221790 -         | 2008 AE66              | 11 de gener de 2008    | Kitt Peak            | Spacewatch                  |
| 221791 -         | 2008 AN114             | 10 de gener de 2008    | Kitt Peak            | Spacewatch                  |
| 221792 -         | 2008 BY9               | 16 de gener de 2008    | Kitt Peak            | Spacewatch                  |
| 221793 -         | 2008 BW31              | 30 de gener de 2008    | Mount Lemmon         | Mount Lemmon Survey         |
| 221794 -         | 2008 BC34              | 30 de gener de 2008    | Kitt Peak            | Spacewatch                  |
| 221795 -         | 2008 BM36              | 30 de gener de 2008    | Kitt Peak            | Spacewatch                  |
| 221796 -         | 2008 BB38              | 31 de gener de 2008    | Mount Lemmon         | Mount Lemmon Survey         |
| 221797 -         | 2008 BO47              | 30 de gener de 2008    | Mount Lemmon         | Mount Lemmon Survey         |
| 221798 -         | 2008 CC7               | 1 de febrer de 2008    | Kitt Peak            | Spacewatch                  |
| 221799 -         | 2008 CM23              | 1 de febrer de 2008    | Kitt Peak            | Spacewatch                  |
| 221800 -         | 2008 CJ44              | 2 de febrer de 2008    | Kitt Peak            | Spacewatch                  |

## 221801–221900
| Nom      | Designació provisional | Data de descobriment | Lloc de descobriment | Descobridor/s       |
| -------- | ---------------------- | -------------------- | -------------------- | ------------------- |
| 221801 - | 2008 CX65              | 8 de febrer de 2008  | Mount Lemmon         | Mount Lemmon Survey |
| 221802 - | 2008 CD86              | 7 de febrer de 2008  | Mount Lemmon         | Mount Lemmon Survey |
| 221803 - | 2008 CK89              | 7 de febrer de 2008  | Kitt Peak            | Spacewatch          |
| 221804 - | 2008 CF124             | 7 de febrer de 2008  | Mount Lemmon         | Mount Lemmon Survey |
| 221805 - | 2008 CE126             | 8 de febrer de 2008  | Kitt Peak            | Spacewatch          |
| 221806 - | 2008 CB145             | 9 de febrer de 2008  | Kitt Peak            | Spacewatch          |
| 221807 - | 2008 CM156             | 9 de febrer de 2008  | Kitt Peak            | Spacewatch          |
| 221808 - | 2008 CY194             | 13 de febrer de 2008 | Mount Lemmon         | Mount Lemmon Survey |
| 221809 - | 2008 CD196             | 10 de febrer de 2008 | Mount Lemmon         | Mount Lemmon Survey |
| 221810 - | 2008 CJ199             | 13 de febrer de 2008 | Mount Lemmon         | Mount Lemmon Survey |
| 221811 - | 2008 CW200             | 10 de febrer de 2008 | Mount Lemmon         | Mount Lemmon Survey |
| 221812 - | 2008 DN4               | 28 de febrer de 2008 | Catalina             | CSS                 |
| 221813 - | 2008 DN16              | 27 de febrer de 2008 | Catalina             | CSS                 |
| 221814 - | 2008 DK39              | 27 de febrer de 2008 | Mount Lemmon         | Mount Lemmon Survey |
| 221815 - | 2008 EY4               | 3 de març de 2008    | Grove Creek          | F. Tozzi            |
| 221816 - | 2008 EL7               | 1 de març de 2008    | Catalina             | CSS                 |
| 221817 - | 2008 EB15              | 1 de març de 2008    | Kitt Peak            | Spacewatch          |
| 221818 - | 2008 ES15              | 1 de març de 2008    | Kitt Peak            | Spacewatch          |
| 221819 - | 2008 EV15              | 1 de març de 2008    | Kitt Peak            | Spacewatch          |
| 221820 - | 2008 EX21              | 2 de març de 2008    | Kitt Peak            | Spacewatch          |
| 221821 - | 2008 EU28              | 4 de març de 2008    | Mount Lemmon         | Mount Lemmon Survey |
| 221822 - | 2008 EP36              | 3 de març de 2008    | Kitt Peak            | Spacewatch          |
| 221823 - | 2008 EB41              | 4 de març de 2008    | Catalina             | CSS                 |
| 221824 - | 2008 EL46              | 5 de març de 2008    | Mount Lemmon         | Mount Lemmon Survey |
| 221825 - | 2008 EG58              | 7 de març de 2008    | Mount Lemmon         | Mount Lemmon Survey |
| 221826 - | 2008 EE73              | 7 de març de 2008    | Kitt Peak            | Spacewatch          |
| 221827 - | 2008 EO78              | 7 de març de 2008    | Kitt Peak            | Spacewatch          |
| 221828 - | 2008 ER79              | 8 de març de 2008    | Kitt Peak            | Spacewatch          |
| 221829 - | 2008 EG109             | 7 de març de 2008    | Catalina             | CSS                 |
| 221830 - | 2008 EX113             | 8 de març de 2008    | Mount Lemmon         | Mount Lemmon Survey |
| 221831 - | 2008 EZ121             | 9 de març de 2008    | Kitt Peak            | Spacewatch          |
| 221832 - | 2008 EC142             | 12 de març de 2008   | Kitt Peak            | Spacewatch          |
| 221833 - | 2008 ER151             | 8 de març de 2008    | Mount Lemmon         | Mount Lemmon Survey |
| 221834 - | 2008 EY151             | 10 de març de 2008   | Kitt Peak            | Spacewatch          |
| 221835 - | 2008 EJ158             | 9 de març de 2008    | Kitt Peak            | Spacewatch          |
| 221836 - | 2008 EC160             | 13 de març de 2008   | Kitt Peak            | Spacewatch          |
| 221837 - | 2008 FO1               | 25 de març de 2008   | Kitt Peak            | Spacewatch          |
| 221838 - | 2008 FE25              | 27 de març de 2008   | Mount Lemmon         | Mount Lemmon Survey |
| 221839 - | 2008 FX26              | 27 de març de 2008   | Kitt Peak            | Spacewatch          |
| 221840 - | 2008 FH30              | 28 de març de 2008   | Kitt Peak            | Spacewatch          |
| 221841 - | 2008 FZ46              | 28 de març de 2008   | Mount Lemmon         | Mount Lemmon Survey |
| 221842 - | 2008 FD62              | 26 de març de 2008   | Mount Lemmon         | Mount Lemmon Survey |
| 221843 - | 2008 FZ65              | 28 de març de 2008   | Mount Lemmon         | Mount Lemmon Survey |
| 221844 - | 2008 FT67              | 28 de març de 2008   | Kitt Peak            | Spacewatch          |
| 221845 - | 2008 FK71              | 29 de març de 2008   | Kitt Peak            | Spacewatch          |
| 221846 - | 2008 FR80              | 27 de març de 2008   | Mount Lemmon         | Mount Lemmon Survey |
| 221847 - | 2008 FF83              | 28 de març de 2008   | Kitt Peak            | Spacewatch          |
| 221848 - | 2008 FB105             | 30 de març de 2008   | Kitt Peak            | Spacewatch          |
| 221849 - | 2008 FQ109             | 31 de març de 2008   | Mount Lemmon         | Mount Lemmon Survey |
| 221850 - | 2008 FL115             | 31 de març de 2008   | Mount Lemmon         | Mount Lemmon Survey |
| 221851 - | 2008 FG125             | 30 de març de 2008   | Kitt Peak            | Spacewatch          |
| 221852 - | 2008 FC128             | 28 de març de 2008   | Kitt Peak            | Spacewatch          |
| 221853 - | 2008 GB                | 1 d'abril de 2008    | Piszkéstető          | K. Sárneczky        |
| 221854 - | 2008 GW                | 2 d'abril de 2008    | Farra d'Isonzo       | Farra d'Isonzo      |
| 221855 - | 2008 GJ6               | 1 d'abril de 2008    | Kitt Peak            | Spacewatch          |
| 221856 - | 2008 GA8               | 1 d'abril de 2008    | Kitt Peak            | Spacewatch          |
| 221857 - | 2008 GF10              | 1 d'abril de 2008    | Kitt Peak            | Spacewatch          |
| 221858 - | 2008 GS11              | 1 d'abril de 2008    | Kitt Peak            | Spacewatch          |
| 221859 - | 2008 GT20              | 11 d'abril de 2008   | Catalina             | CSS                 |
| 221860 - | 2008 GM25              | 1 d'abril de 2008    | Mount Lemmon         | Mount Lemmon Survey |
| 221861 - | 2008 GR59              | 5 d'abril de 2008    | Kitt Peak            | Spacewatch          |
| 221862 - | 2008 GD65              | 6 d'abril de 2008    | Kitt Peak            | Spacewatch          |
| 221863 - | 2008 GD70              | 6 d'abril de 2008    | Mount Lemmon         | Mount Lemmon Survey |
| 221864 - | 2008 GS76              | 7 d'abril de 2008    | Kitt Peak            | Spacewatch          |
| 221865 - | 2008 GV78              | 7 d'abril de 2008    | Kitt Peak            | Spacewatch          |
| 221866 - | 2008 GB81              | 7 d'abril de 2008    | Kitt Peak            | Spacewatch          |
| 221867 - | 2008 GR90              | 6 d'abril de 2008    | Mount Lemmon         | Mount Lemmon Survey |
| 221868 - | 2008 GE94              | 7 d'abril de 2008    | Kitt Peak            | Spacewatch          |
| 221869 - | 2008 GM115             | 11 d'abril de 2008   | Kitt Peak            | Spacewatch          |
| 221870 - | 2008 GB122             | 13 d'abril de 2008   | Kitt Peak            | Spacewatch          |
| 221871 - | 2008 GK127             | 14 d'abril de 2008   | Mount Lemmon         | Mount Lemmon Survey |
| 221872 - | 2008 GO130             | 6 d'abril de 2008    | Kitt Peak            | Spacewatch          |
| 221873 - | 2008 GA132             | 6 d'abril de 2008    | Mount Lemmon         | Mount Lemmon Survey |
| 221874 - | 2008 GD132             | 7 d'abril de 2008    | Kitt Peak            | Spacewatch          |
| 221875 - | 2008 HS1               | 24 d'abril de 2008   | Kitt Peak            | Spacewatch          |
| 221876 - | 2008 HG12              | 24 d'abril de 2008   | Catalina             | CSS                 |
| 221877 - | 2008 HG16              | 25 d'abril de 2008   | Kitt Peak            | Spacewatch          |
| 221878 - | 2008 HY16              | 25 d'abril de 2008   | Kitt Peak            | Spacewatch          |
| 221879 - | 2008 HJ18              | 26 d'abril de 2008   | Kitt Peak            | Spacewatch          |
| 221880 - | 2008 HW32              | 29 d'abril de 2008   | Mount Lemmon         | Mount Lemmon Survey |
| 221881 - | 2008 HP37              | 29 d'abril de 2008   | La Sagra             | OAM                 |
| 221882 - | 2008 HY39              | 26 d'abril de 2008   | Mount Lemmon         | Mount Lemmon Survey |
| 221883 - | 2008 HV44              | 28 d'abril de 2008   | Kitt Peak            | Spacewatch          |
| 221884 - | 2008 HH45              | 28 d'abril de 2008   | Kitt Peak            | Spacewatch          |
| 221885 - | 2008 HA55              | 29 d'abril de 2008   | Kitt Peak            | Spacewatch          |
| 221886 - | 2008 HJ61              | 30 d'abril de 2008   | Mount Lemmon         | Mount Lemmon Survey |
| 221887 - | 2008 HW67              | 30 d'abril de 2008   | Catalina             | CSS                 |
| 221888 - | 2008 HM69              | 26 d'abril de 2008   | Mount Lemmon         | Mount Lemmon Survey |
| 221889 - | 2008 JR10              | 3 de maig de 2008    | Mount Lemmon         | Mount Lemmon Survey |
| 221890 - | 2008 JX11              | 3 de maig de 2008    | Kitt Peak            | Spacewatch          |
| 221891 - | 2008 JD15              | 5 de maig de 2008    | Jarnac               | Jarnac              |
| 221892 - | 2008 JY17              | 4 de maig de 2008    | Kitt Peak            | Spacewatch          |
| 221893 - | 2008 JU19              | 5 de maig de 2008    | Bisei SG Center      | BATTeRS             |
| 221894 - | 2008 JK35              | 12 de maig de 2008   | Grove Creek          | F. Tozzi            |
| 221895 - | 2008 JA36              | 3 de maig de 2008    | Mount Lemmon         | Mount Lemmon Survey |
| 221896 - | 2008 KO9               | 27 de maig de 2008   | Kitt Peak            | Spacewatch          |
| 221897 - | 2008 KQ10              | 29 de maig de 2008   | Mount Lemmon         | Mount Lemmon Survey |
| 221898 - | 2008 KN13              | 27 de maig de 2008   | Kitt Peak            | Spacewatch          |
| 221899 - | 2008 KC17              | 27 de maig de 2008   | Kitt Peak            | Spacewatch          |
| 221900 - | 2008 KD31              | 29 de maig de 2008   | Kitt Peak            | Spacewatch          |

## 221901–222000
| Nom                | Designació provisional | Data de descobriment   | Lloc de descobriment | Descobridor/s                                          |
| ------------------ | ---------------------- | ---------------------- | -------------------- | ------------------------------------------------------ |
| 221901 -           | 2008 KZ32              | 29 de maig de 2008     | Mount Lemmon         | Mount Lemmon Survey                                    |
| 221902 -           | 2008 KL38              | 30 de maig de 2008     | Kitt Peak            | Spacewatch                                             |
| 221903 -           | 2008 KY38              | 30 de maig de 2008     | Kitt Peak            | Spacewatch                                             |
| 221904 -           | 2008 KN42              | 31 de maig de 2008     | Kitt Peak            | Spacewatch                                             |
| 221905 -           | 2008 LA8               | 4 de juny de 2008      | Kitt Peak            | Spacewatch                                             |
| 221906 -           | 2008 LN9               | 4 de juny de 2008      | Kitt Peak            | Spacewatch                                             |
| 221907 -           | 2008 LP10              | 6 de juny de 2008      | Kitt Peak            | Spacewatch                                             |
| 221908 Agastrophus | 2008 QQ                | 21 d'agost de 2008     | Marly                | P. Kocher                                              |
| 221909 -           | 2008 QY14              | 24 d'agost de 2008     | Pla D'Arguines       | R. Ferrando                                            |
| 221910 -           | 2008 QT23              | 31 d'agost de 2008     | Hibiscus             | S. F. Hönig, N. Teamo                                  |
| 221911 -           | 2008 QX41              | 25 d'agost de 2008     | La Sagra             | OAM                                                    |
| 221912 -           | 2008 RU25              | 5 de setembre de 2008  | Needville            | J. Dellinger, C. Sexton                                |
| 221913 -           | 2008 RS28              | 2 de setembre de 2008  | Kitt Peak            | Spacewatch                                             |
| 221914 -           | 2008 RW33              | 2 de setembre de 2008  | Kitt Peak            | Spacewatch                                             |
| 221915 -           | 2008 SH8               | 22 de setembre de 2008 | Socorro              | LINEAR                                                 |
| 221916 -           | 2008 SQ81              | 23 de setembre de 2008 | Marly                | P. Kocher                                              |
| 221917 Opites      | 2008 SD83              | 26 de setembre de 2008 | Taunus               | S. Karge, E. Schwab                                    |
| 221918 -           | 2008 UU34              | 20 de setembre de 2008 | Kitt Peak            | Spacewatch                                             |
| 221919 -           | 2008 WZ92              | 25 de novembre de 2008 | Farra d'Isonzo       | Farra d'Isonzo                                         |
| 221920 -           | 2009 KF5               | 23 de maig de 2009     | Catalina             | CSS                                                    |
| 221921 -           | 2009 MD3               | 17 de juny de 2009     | Kitt Peak            | Spacewatch                                             |
| 221922 -           | 2009 OJ                | 16 de juliol de 2009   | La Sagra             | OAM                                                    |
| 221923 Jayeff      | 2009 OD3               | 22 de juliol de 2009   | Moorook              | N. Falla                                               |
| 221924 -           | 2009 OE5               | 23 de juliol de 2009   | Tiki                 | N. Teamo                                               |
| 221924 -           | 2009 OE5               | 23 de juliol de 2009   | Tiki                 | N. Teamo                                               |
| 221925 -           | 2009 ON6               | 26 de juliol de 2009   | La Sagra             | OAM                                                    |
| 221926 -           | 2009 OA9               | 28 de juliol de 2009   | La Sagra             | OAM                                                    |
| 221927 -           | 2009 OQ9               | 27 de juliol de 2009   | La Sagra             | OAM                                                    |
| 221928 -           | 2009 OD13              | 27 de juliol de 2009   | Kitt Peak            | Spacewatch                                             |
| 221929 -           | 2009 OM13              | 27 de juliol de 2009   | Kitt Peak            | Spacewatch                                             |
| 221930 -           | 2009 OH15              | 29 de juliol de 2009   | Tiki                 | N. Teamo                                               |
| 221931 -           | 2009 OD18              | 28 de juliol de 2009   | Kitt Peak            | Spacewatch                                             |
| 221932 -           | 2009 OL18              | 28 de juliol de 2009   | Kitt Peak            | Spacewatch                                             |
| 221933 -           | 2009 PE                | 1 d'agost de 2009      | Hibiscus             | N. Teamo                                               |
| 221934 -           | 2009 PK1               | 14 d'agost de 2009     | Dauban               | F. Kugel                                               |
| 221935 -           | 2009 QF2               | 17 d'agost de 2009     | Črni Vrh             | Črni Vrh                                               |
| 221936 -           | 2009 QP35              | 29 d'agost de 2009     | La Sagra             | OAM                                                    |
| 221937 -           | 2066 P-L               | 24 de setembre de 1960 | Palomar              | C. J. van Houten, I. van Houten-Groeneveld, T. Gehrels |
| 221938 -           | 3019 P-L               | 24 de setembre de 1960 | Palomar              | C. J. van Houten, I. van Houten-Groeneveld, T. Gehrels |
| 221939 -           | 6017 P-L               | 24 de setembre de 1960 | Palomar              | C. J. van Houten, I. van Houten-Groeneveld, T. Gehrels |
| 221940 -           | 6508 P-L               | 24 de setembre de 1960 | Palomar              | C. J. van Houten, I. van Houten-Groeneveld, T. Gehrels |
| 221941 -           | 1146 T-2               | 29 de setembre de 1973 | Palomar              | C. J. van Houten, I. van Houten-Groeneveld, T. Gehrels |
| 221942 -           | 1543 T-2               | 29 de setembre de 1973 | Palomar              | C. J. van Houten, I. van Houten-Groeneveld, T. Gehrels |
| 221943 -           | 1190 T-3               | 17 d'octubre de 1977   | Palomar              | C. J. van Houten, I. van Houten-Groeneveld, T. Gehrels |
| (221944) 2339 T-3  | 2339 T-3               | 16 d'octubre de 1977   | Palomar              | C. J. van Houten, I. van Houten-Groeneveld, T. Gehrels |
| (221945) 3227 T-3  | 3227 T-3               | 16 d'octubre de 1977   | Palomar              | C. J. van Houten, I. van Houten-Groeneveld, T. Gehrels |
| 221947 -           | 1992 DW9               | 22 de febrer de 1992   | La Silla             | UESAC                                                  |
| 221949 -           | 1993 SJ9               | 22 de setembre de 1993 | La Silla             | H. Debehogne, E. W. Elst                               |
| 221946 -           | 1990 KL1               | 21 de maig de 1990     | Kitt Peak            | Spacewatch                                             |
| 221947 -           | 1992 DW9               | 29 de febrer de 1992   | La Silla             | UESAC                                                  |
| 221948 -           | 1993 FO59              | 19 de març de 1993     | La Silla             | UESAC                                                  |
| 221949 -           | 1993 SJ9               | 22 de setembre de 1993 | La Silla             | H. Debehogne, E. W. Elst                               |
| 221950 -           | 1993 TF15              | 9 d'octubre de 1993    | La Silla             | E. W. Elst                                             |
| 221951 -           | 1993 TZ33              | 9 d'octubre de 1993    | La Silla             | E. W. Elst                                             |
| 221952 -           | 1994 PU15              | 10 d'agost de 1994     | La Silla             | E. W. Elst                                             |
| 221953 -           | 1994 TC13              | 10 d'octubre de 1994   | Kitt Peak            | Spacewatch                                             |
| 221954 -           | 1994 VA5               | 5 de novembre de 1994  | Kitt Peak            | Spacewatch                                             |
| 221955 -           | 1995 CD8               | 2 de febrer de 1995    | Kitt Peak            | Spacewatch                                             |
| 221956 -           | 1995 FW5               | 23 de març de 1995     | Kitt Peak            | Spacewatch                                             |
| 221957 -           | 1995 FZ19              | 31 de març de 1995     | Kitt Peak            | Spacewatch                                             |
| 221958 -           | 1995 MQ6               | 28 de juny de 1995     | Kitt Peak            | Spacewatch                                             |
| 221959 -           | 1995 OP15              | 26 de juliol de 1995   | Kitt Peak            | Spacewatch                                             |
| 221960 -           | 1995 SZ9               | 27 de setembre de 1995 | Kitt Peak            | Spacewatch                                             |
| 221961 -           | 1995 SY26              | 19 de setembre de 1995 | Kitt Peak            | Spacewatch                                             |
| 221962 -           | 1995 SQ32              | 21 de setembre de 1995 | Kitt Peak            | Spacewatch                                             |
| 221963 -           | 1995 SY35              | 23 de setembre de 1995 | Kitt Peak            | Spacewatch                                             |
| 221964 -           | 1995 SF37              | 24 de setembre de 1995 | Kitt Peak            | Spacewatch                                             |
| 221965 -           | 1995 SA39              | 24 de setembre de 1995 | Kitt Peak            | Spacewatch                                             |
| 221966 -           | 1995 SW40              | 25 de setembre de 1995 | Kitt Peak            | Spacewatch                                             |
| 221967 -           | 1995 SU62              | 25 de setembre de 1995 | Kitt Peak            | Spacewatch                                             |
| 221968 -           | 1995 SF75              | 19 de setembre de 1995 | Kitt Peak            | Spacewatch                                             |
| 221969 -           | 1995 US20              | 19 d'octubre de 1995   | Kitt Peak            | Spacewatch                                             |
| 221970 -           | 1995 UH22              | 19 d'octubre de 1995   | Kitt Peak            | Spacewatch                                             |
| 221971 -           | 1995 UN22              | 19 d'octubre de 1995   | Kitt Peak            | Spacewatch                                             |
| 221972 -           | 1995 UT22              | 19 d'octubre de 1995   | Kitt Peak            | Spacewatch                                             |
| 221973 -           | 1995 UQ55              | 22 d'octubre de 1995   | Kitt Peak            | Spacewatch                                             |
| 221974 -           | 1995 VV4               | 14 de novembre de 1995 | Kitt Peak            | Spacewatch                                             |
| 221975 -           | 1995 VK9               | 14 de novembre de 1995 | Kitt Peak            | Spacewatch                                             |
| 221976 -           | 1995 VL11              | 15 de novembre de 1995 | Kitt Peak            | Spacewatch                                             |
| 221977 -           | 1995 WG1               | 16 de novembre de 1995 | Kuma Kogen           | A. Nakamura                                            |
| 221978 -           | 1995 WJ16              | 17 de novembre de 1995 | Kitt Peak            | Spacewatch                                             |
| 221979 -           | 1995 WA27              | 18 de novembre de 1995 | Kitt Peak            | Spacewatch                                             |
| 221980 -           | 1996 EO                | 5 de març de 1996      | Haleakala            | NEAT                                                   |
| 221981 -           | 1996 EB13              | 11 de març de 1996     | Kitt Peak            | Spacewatch                                             |
| 221982 -           | 1996 GW4               | 11 d'abril de 1996     | Kitt Peak            | Spacewatch                                             |
| 221983 -           | 1996 PJ2               | 12 d'agost de 1996     | Rand                 | G. R. Viscome                                          |
| 221985 -           | 1997 BR5               | 31 de gener de 1997    | Prescott             | P. G. Comba                                            |
| 221986 -           | 1997 CR2               | 2 de febrer de 1997    | Kitt Peak            | Spacewatch                                             |
| 221987 -           | 1997 CS12              | 3 de febrer de 1997    | Kitt Peak            | Spacewatch                                             |
| 221988 -           | 1997 EE24              | 5 de març de 1997      | Kitt Peak            | Spacewatch                                             |
| 221989 -           | 1997 GV1               | 7 d'abril de 1997      | Kitt Peak            | Spacewatch                                             |
| 221990 -           | 1997 GP18              | 3 d'abril de 1997      | Socorro              | LINEAR                                                 |
| 221991 -           | 1997 GB21              | 6 de juny de 1997      | Socorro              | LINEAR                                                 |
| 221992 -           | 1997 LL5               | 8 de juny de 1997      | Kitt Peak            | Spacewatch                                             |
| 221993 -           | 1997 MM7               | 27 de juny de 1997     | Kitt Peak            | Spacewatch                                             |
| 221994 -           | 1997 PT4               | 11 d'agost de 1997     | Majorca              | À. López, R. Pacheco                                   |
| 221995 -           | 1997 TT21              | 4 d'octubre de 1997    | Kitt Peak            | Spacewatch                                             |
| 221996 -           | 1997 YN1               | 19 de desembre de 1997 | Xinglong             | BAO Schmidt CCD Asteroid Program                       |
| 221997 -           | 1998 AD1               | 1 de gener de 1998     | Kitt Peak            | Spacewatch                                             |
| 221998 -           | 1998 DL29              | 28 de febrer de 1998   | Kitt Peak            | Spacewatch                                             |
| 221999 -           | 1998 EE18              | 3 de març de 1998      | La Silla             | E. W. Elst                                             |
| 222000 -           | 1998 FL137             | 28 de març de 1998     | Socorro              | LINEAR                                                 |